# Riforma protestante

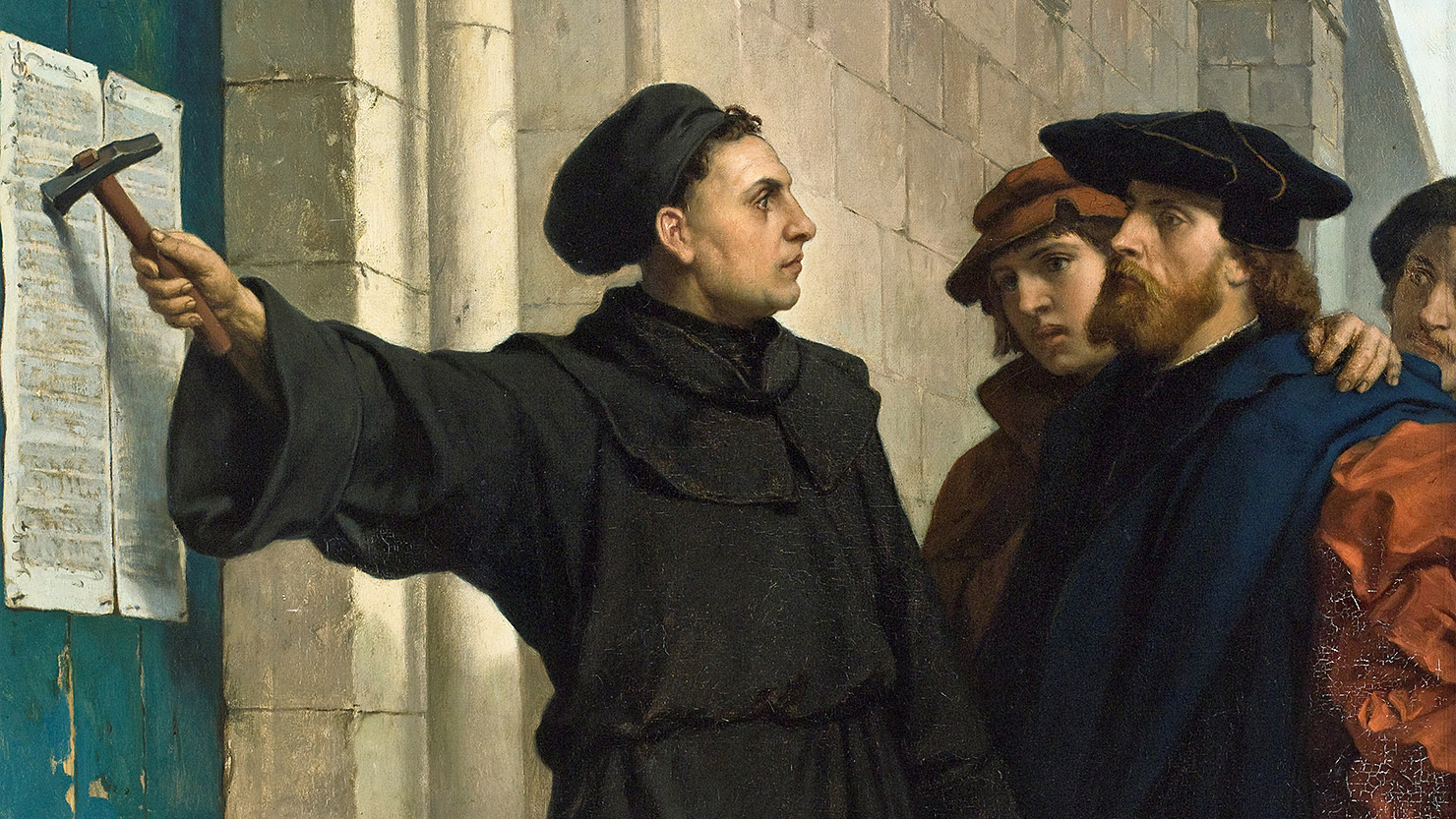
Martin Lutero illustra le sue 95 tesi appena affisse a Wittenberg. È il 1517, l'inizio della Riforma protestante. Dipinto di Ferdinand Pauwels.

La Riforma protestante, o anche - per antonomasia - la Riforma, è stato un importante movimento religioso sorto all'interno del cristianesimo occidentale nell'Europa del XVI secolo che pose una sfida sia sul piano teologico che politico alla Chiesa cattolica e, in particolare, all'autorità papale sulla base di ciò che era percepito come errore, abuso e discrepanza rispetto all'ideale cristiano. La Riforma dette inizio al protestantesimo e causò una separazione (scisma) della Chiesa occidentale in Chiese riformate e in Chiesa cattolica romana; è considerata anche uno degli eventi che marcano nella storia europea la fine del Medioevo e l'inizio dell'età moderna.
Sebbene solitamente si consideri la pubblicazione nel 1517 a Wittenberg delle 95 tesi da parte di Martin Lutero come l'inizio della Riforma, gli storici sottolineano come già da molto prima vi fossero stati movimenti riformistici all'interno della Chiesa. A causa delle sue tesi e del rifiuto di ritirarle, nel gennaio 1521 Lutero venne scomunicato da papa Leone X, mentre l'editto di Worms del maggio dello stesso 1521 – emesso dall'imperatore, Carlo V d'Asburgo – lo bandì dal Sacro Romano Impero, vietando, inoltre, a tutti i sudditi di propagare le sue idee.
Nonostante ciò, anche grazie alla sempre maggior disponibilità della stampa a caratteri mobili introdotta nel secolo precedente da Johannes Gutenberg, gli scritti teologici di Lutero ebbero una rapidissima diffusione in tutta la Germania e da lì in tutta Europa. Inoltre, grazie alla protezione offertagli dal principe elettore di Sassonia Federico il Saggio, Lutero poté salvarsi dalla cattura da parte delle autorità che lo avevano dichiarato fuorilegge. Il movimento vide sorgere al suo interno anche frange più radicali, che, discostandosi da Lutero, sfociarono in azioni contro l'autorità civile spesso represse nel sangue. Molti principi tedeschi abbracciarono il protestantesimo dando ad esso una connotazione politica di opposizione all'imperatore Carlo V, rimasto cattolico; ciò portò a diversi scontri culminati nella guerra di Smalcalda, cui seguì una tregua, seppur momentanea, con la pace di Augusta del 1555.
In breve tempo, il movimento iniziato in Germania si diversificò e salirono alla ribalta altri riformatori, come Martin Bucero, Ulrico Zwingli e Giovanni Calvino. In Inghilterra re Enrico VIII colse l'occasione per separare la Chiesa locale da Roma, dando vita alla Chiesa anglicana. La Francia fu teatro di una sanguinosa guerra tra protestanti e cattolici. In risposta alla Riforma, la Chiesa di Roma intraprese anch'essa una serie di azioni, conosciute come Controriforma, che scaturirono, in gran parte, dalle decisioni prese nel corso del concilio di Trento. Tuttavia gli effetti della Riforma si rivelarono dirompenti in tutti gli aspetti della vita europea del tempo, determinando «la rottura dell'unità del corpus cristiano millenario da cui scaturirà una nuova società del tutto nuova e pluralistica».
Il termine "protestante" deriva dalla protesta dei principi e delle città libere luterane, quando alla dieta di Spira del 1529 l'imperatore Carlo V volle ribadire la condanna di Lutero.

## Cause e origine della Riforma

### Crisi della Chiesa cattolica tra Medioevo e Rinascimento

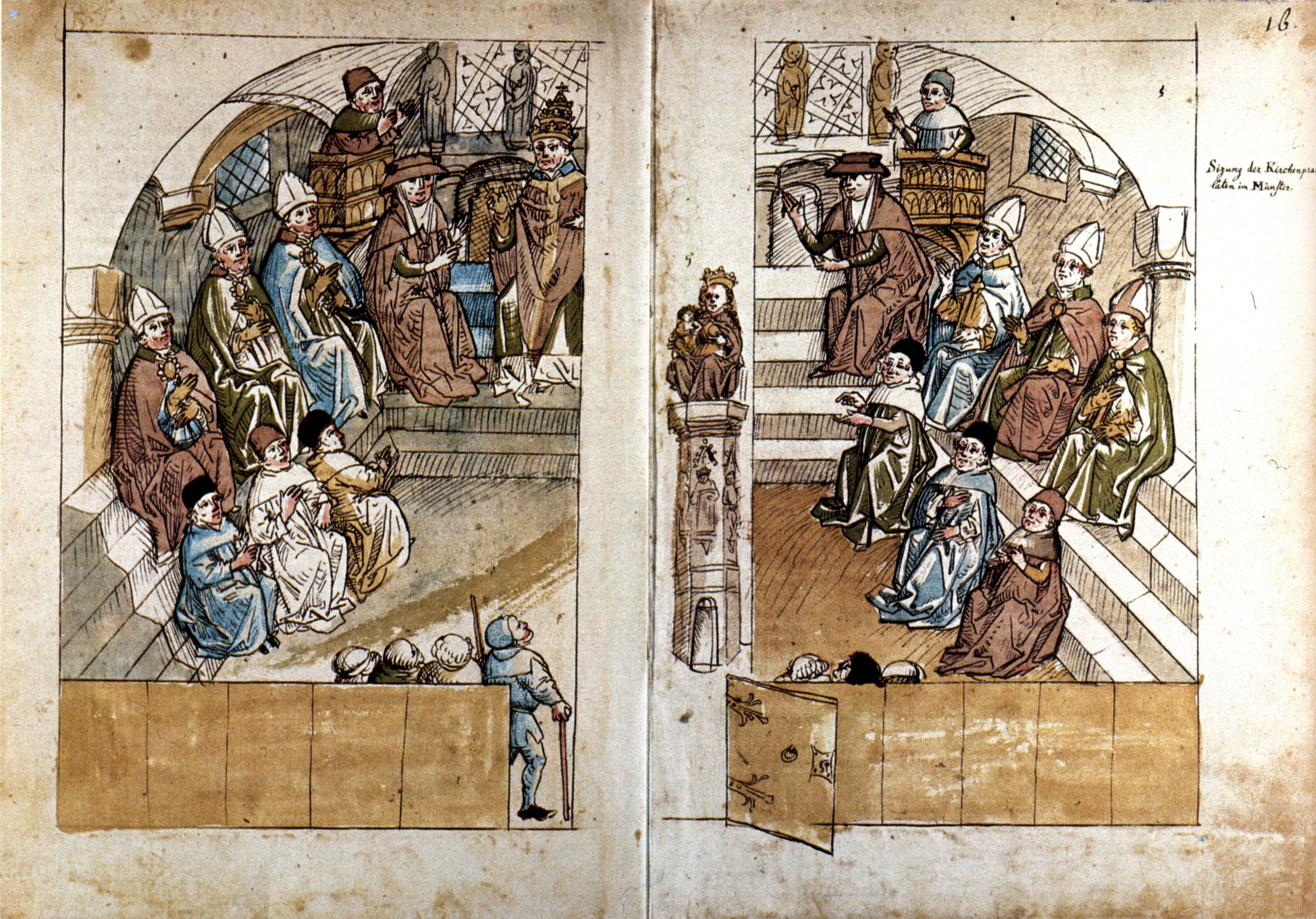
Il Concilio di Costanza del 1414-1418; chiamato a ricomporre lo Scisma d'Occidente; durante lo svolgimento emerse l'esigenza di una riforma della Chiesa cattolica ma, nonostante il tentativo in tal senso, non si ebbero risultati significativi

L'età del Rinascimento, almeno dopo la morte di papa Paolo II nel 1471, costituisce uno dei periodi più oscuri per i vertici della gerarchia della Chiesa cattolica: allo splendore culturale e civile si contrapponeva la mancanza di un autentico spirito religioso. Se da un lato la Chiesa aveva accolto con favore lo sviluppo culturale e artistico del tempo, dall'altro non mancarono aspetti negativi. La Curia romana viveva in un lusso fastoso; ogni cardinale aveva la sua corte, con palazzi e ville dentro e fuori dalle mura cittadine. Il nuovo tenore di vita esigeva spese cospicue, alle quali si faceva fronte sia con mezzi leciti, sia illeciti. Anche il papato era tutt'altro che estraneo a questo clima, tanto che molti dei pontefici rinascimentali si interessarono ad arricchire sé stessi e la propria famiglia attraverso un diffuso nepotismo, impegnandosi inoltre più negli intrighi politici e negli affari terreni che nella cura degli aspetti pastorali del proprio ufficio.
La consuetudine dell'alto clero di accumulare i benefici ecclesiastici (con le rendite a essi connessi) era pratica comune, mentre il basso clero, spesso scarsamente istruito e senza alcuna preparazione specifica, contribuiva a fare della religione un insieme di pratiche più vicine alla superstizione che alla fede. La Chiesa si dimostrava così non in grado di rispondere adeguatamente alle ansie dei fedeli che, dal tempo della peste nera del XIV secolo, vivevano costantemente con il terrore della dannazione eterna. Tali paure erano all'origine di pratiche religiose che spesso sconfinavano nella superstizione e nella magia; l'affermazione del culto mariano, dei santi, delle reliquie, la frequente pratica di pellegrinaggi, lo svolgimento di processioni e, addirittura, i primi episodi di caccia alle streghe, ben testimoniano lo smarrimento del popolo cristiano europeo. La paura dell'inferno era mitigata dal ricorso sempre più popolare alla pratica delle indulgenze, ovvero alla concessione da parte della Chiesa di un condono della pena dovuta per i peccati. Questa pratica, tuttavia, aveva assunto nel tempo connotati degenerati ben lontani dall'idea originale di sincero pentimento, arrivando fino alla loro vendita dietro corrispettivo in denaro, una "fiscalizzazione" della religione. La desacralizzazione degli aspetti religiosi, dovuta a una tale confusione tra spirituale e materiale, era aggravata dall'oscurità dei testi sacri per la maggior parte dei fedeli; l'accesso alla Bibbia, proclamata esclusivamente durante le messe e in latino per una popolazione prevalentemente analfabeta, necessitava della mediazione di un clero a sua volta spesso ignorante, svuotandone il significato e la spiritualità.
Già dal XIII secolo iniziava ad affermarsi tra i fedeli la consapevolezza dell'urgente necessità di una riforma che riportasse la Chiesa a una dimensione più spirituale che terrena. A partire dal secolo successivo, anche alcuni appartenenti ai vertici ecclesiastici colsero una tale necessità e ciò emerse chiaramente nei concili di Costanza e Basilea. Tuttavia, questi tentativi di rinnovamento non riuscirono mai a essere sufficientemente incisivi, rimanendo relegati a contesti marginali, con scarso seguito o teologicamente deboli. Una concreta azione riformistica venne intrapresa da papa Pio II nella metà del XV secolo, ma non trovò continuità tra i suoi successori. Fu, dunque, solo agli inizi del XVI secolo che queste correnti riformatrici poterono concretizzarsi in un'azione che cambiò radicalmente il cristianesimo occidentale, arrivando a rompere quell'unità che l'aveva contraddistinto dall'inizio. Lo storico Lucien Febvre ha osservato che «nel Cinquecento era diffuso un desiderio di una nuova religiosità, lontana dalla superstizione del popolo e dalla aridità dei dottori scolastici, purificata da ogni ipocrisia, ansiosa di una certezza che assicurasse una autentica pace interna».

### Primi movimenti riformatori
Già dal XII secolo alcuni teologi e predicatori avevano invocato una riforma della Chiesa cattolica. Tra questi i più importanti furono Pietro Valdo, fondatore dei poveri di Lione, l'accademico inglese John Wyclif e il predicatore boemo Jan Hus.
Di formazione scolastica, John Wyclif fu un teologo che insegnò all'Università di Oxford, dove si distinse per la dura critica verso la Chiesa cattolica. I vertici ecclesiastici tentarono più volte senza successo di portarlo all'inquisizione come eretico, riuscendo tuttavia a farlo espellere dall'università. Ritiratosi come pastore in campagna, Wycilf relativizzò l'autorità della chiesa terrena, la sua gerarchia e i suoi sacramenti. Egli definì l'indulgenza un "pio inganno" (pia fraus), rifiutò la transustanziazione e insegnò che Cristo fosse presente in cielo e in modo spirituale nei doni eucaristici. Per Wyclif, la Bibbia era la legge di Dio, Cristo il suo messaggero, e i soli padri della chiesa potevano fungere da interpreti. Nel 1415 il Concilio di Costanza lo condannò postumo come eretico e i suoi resti mortali furono riesumati e bruciati. Le sue idee sopravvissero in Inghilterra nel movimento dei lollardi. Nel XVI secolo il puritanesimo farà riferimento a Wyclif come «stella mattutina della Riforma».

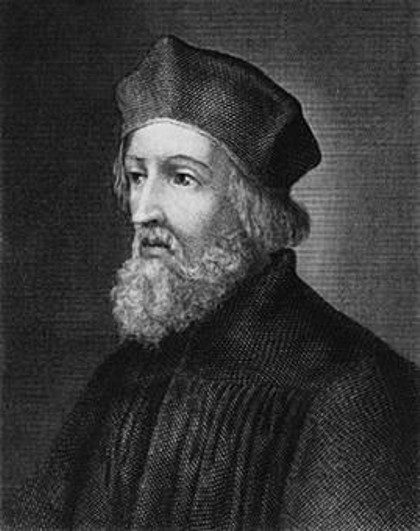
Il teologo Jan Hus

Jan Hus entrò in contatto con le idee di Wyclif all'Università di Praga, dove studiò teologia diventandone professore. Criticando apertamente l'avidità e la secolarizzazione del clero, perorò inoltre una riforma della Chiesa basata sulla Bibbia e non riconobbe nel Papa la massima autorità in materia di fede. La sua critica incontrò una vasta approvazione tra la popolazione, suscitando grande allarme nella Chiesa. Così, nel 1408 fu rimosso dall'incarico e scomunicato tre anni più tardi. Hus continuò, tuttavia, a lavorare come predicatore itinerante e redasse una dottrina in cui proponeva una Chiesa come comunità non gerarchica. Nel 1414 venne convocato al Concilio di Costanza, dove avrebbe dovuto revocare le sue dichiarazioni. Contrariamente alla promessa di salvacondotto del re Sigismondo del Lussemburgo, finì condannato al rogo come eretico l'anno successivo. Dalla sua predicazione emersero numerose correnti, dette hussite. Dal 1419 al 1436 si verificarono scontri tra questi gruppi e il re di Boemia conosciuti storicamente con il nome di crociata hussita.

### Contesto politico
Anche la situazione politica europea svolse un ruolo decisivo per l'irrompere della Riforma. L'autorità universale del papa, proclamata da Gregorio VII fin dal 1075, era in crisi di fronte all'affermarsi di diversi centri di potere temporale. Durante lo Scisma d'Occidente, i principi avevano ricevuto grandi concessioni affinché si schierassero a favore dell'obbedienza al papa di Roma o Avignone, e ciò li aveva rafforzati e aveva favorito la tendenza alla formazione di chiese nazionali indipendenti da Roma. La progressiva trasformazione del feudalesimo verso lo Stato assoluto stava irrimediabilmente compromettendo il potere del papato sui sovrani europei.
La Riforma ebbe inizio in Germania, nel cuore del Sacro Romano Impero, per poi diffondersi in tutta Europa seppur in diverse forme e con esiti differenti. Il contesto politico e i rapporti tra le varie entità che lo componevano fu determinante in tal senso.

#### Scenario europeo

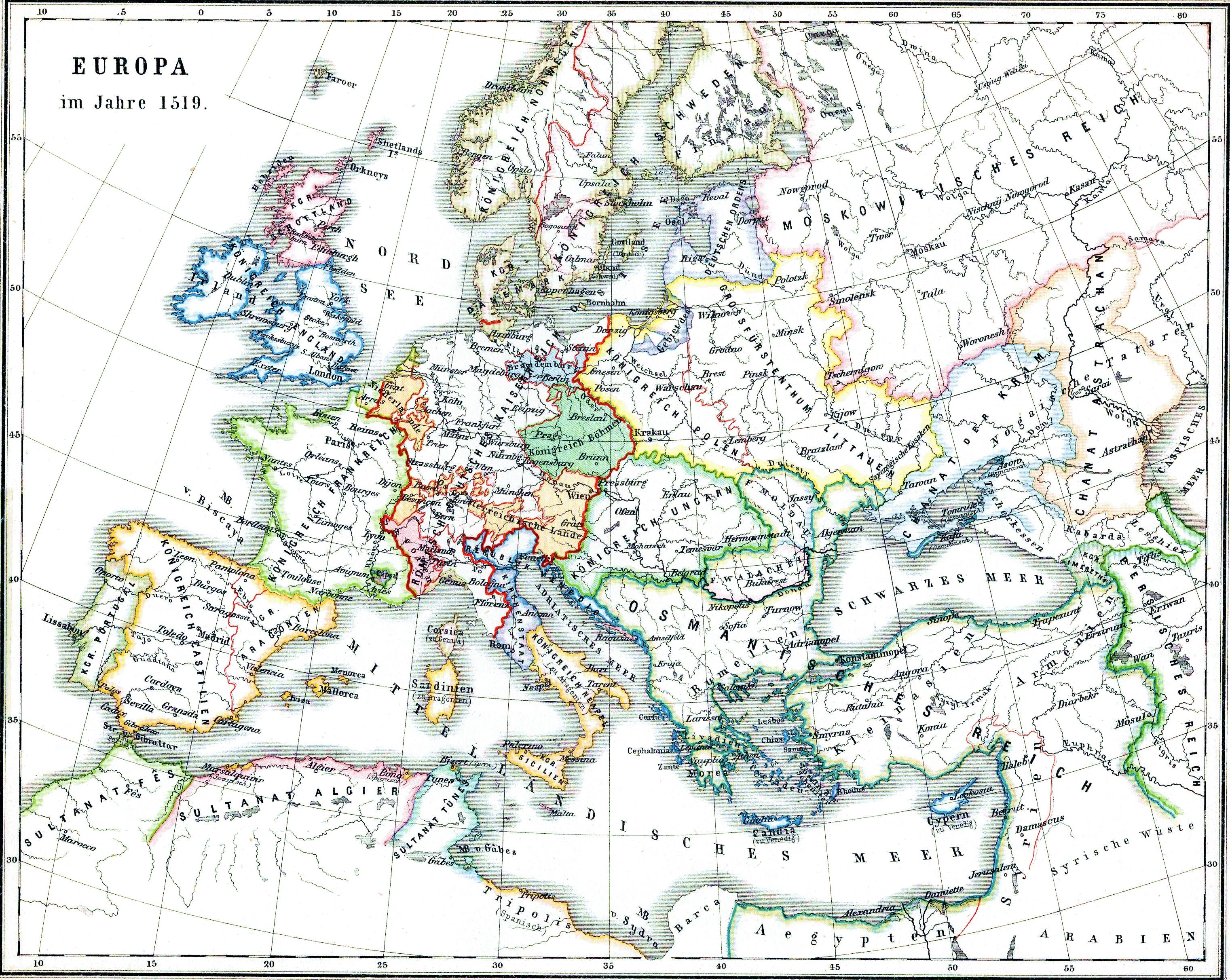
L'Europa negli anni dell'inizio della Riforma protestante

Agli inizi del XVI secolo lo scenario politico europeo era caratterizzato, in primo luogo, dal contrasto tra il Sacro Romano Impero, guidato dagli Asburgo, e il Regno di Francia. Tra il 1521 e il 1544, l'imperatore Carlo V e il re francese Francesco I combatterono ben tre guerre, intervallate da brevi interruzioni, per la supremazia nell'Italia settentrionale e il controllo delle terre ereditarie della Borgogna, rivendicate da entrambi. A quel tempo, l'impero asburgico di Carlo comprendeva gran parte dell'Europa centrale, la Spagna (con l'Italia meridionale) e alcune colonie spagnole nel Nuovo Mondo; la Francia si trovava quindi circondata da due territori asburgici. Carlo V sperava di collegare l'Impero tedesco con la Spagna annettendo la Francia meridionale, un obiettivo questo che Francesco era intenzionato a impedire a tutti i costi. Anche i pontefici che si susseguirono al soglio romano temevano che gli Asburgo potessero acquisire troppa potenza e, pertanto, talvolta si allearono con il re di Francia.
Inoltre, vi era la costante minaccia dei turchi ottomani nell'Europa sudorientale. Nel 1526, guidati da Solimano il Magnifico, gli osmanici avevano sconfitto gli ungheresi nella battaglia di Mohács, arrivando tre anni più tardi ad assediare Vienna. Per fronteggiarli l'imperatore si era più volte trovato ad avere bisogno del sostegno dei principi in termini di risorse economiche e militari, circostanza che lo indebolì ulteriormente.

#### Sacro Romano Impero

Ritratto di Carlo V a cavallo di Tiziano. Carlo fu imperatore negli anni della Riforma protestante

Il Sacro Romano Impero era un organismo complesso, retto dall'imperatore che doveva regnare con il consenso dei principi e dei feudatari; non era uno Stato centralizzato come il Regno d'Inghilterra o quello di Francia. La religione era un importante elemento in questo equilibrio precario, che poneva l'Impero in relazione con il papato, con le altre monarchie europee e con la minaccia ottomana alle frontiere sud-orientali. L'imperatore era eletto da sette principi elettori (l'arcivescovo di Magonza, l'arcivescovo di Treviri, l'arcivescovo di Colonia, il re di Boemia, il conte palatino del Reno, il duca di Sassonia e il margravio del Brandeburgo), ma doveva garantire loro la conservazione dei loro diritti territoriali come stabilito nella capitulatio. Il più alto organo legislativo dell'Impero era rappresentato dalle diete, assemblee dei più alti dignitari dell'Impero e convocate dall'imperatore. L'imperatore non poteva approvare le leggi da solo, in quanto aveva bisogno dell'approvazione della Dieta in cui avevano diritto di voto i principi elettori, la nobiltà e le città libere; è in virtù di tale sistema che si parla di "dualismo tra imperatore e feudi imperiali". Inoltre, nei primi anni dopo la pubblicazioni delle 95 tesi di Lutero, l'imperatore Carlo V fu poco presente in Germania, poiché impegnato nelle guerre contro la Francia e contro gli ottomani, non potendo quindi occuparsi a sufficienza della politica interna. Tutto ciò fu un fattore determinante per la diffusione della Riforma. A causa della mancanza di una forte autorità centrale, il destino delle idee riformate venne deciso a livello territoriale, portando a una frammentazione confessionale dell'Impero nonostante i tentativi dell'imperatore di evitarla. Infine, non vi è dubbio che l'adesione di un principe alla Riforma si doveva spesso al suo interesse personale di emanciparsi dall'autorità dell'imperatore e del papa.

### Cause culturali e sociali

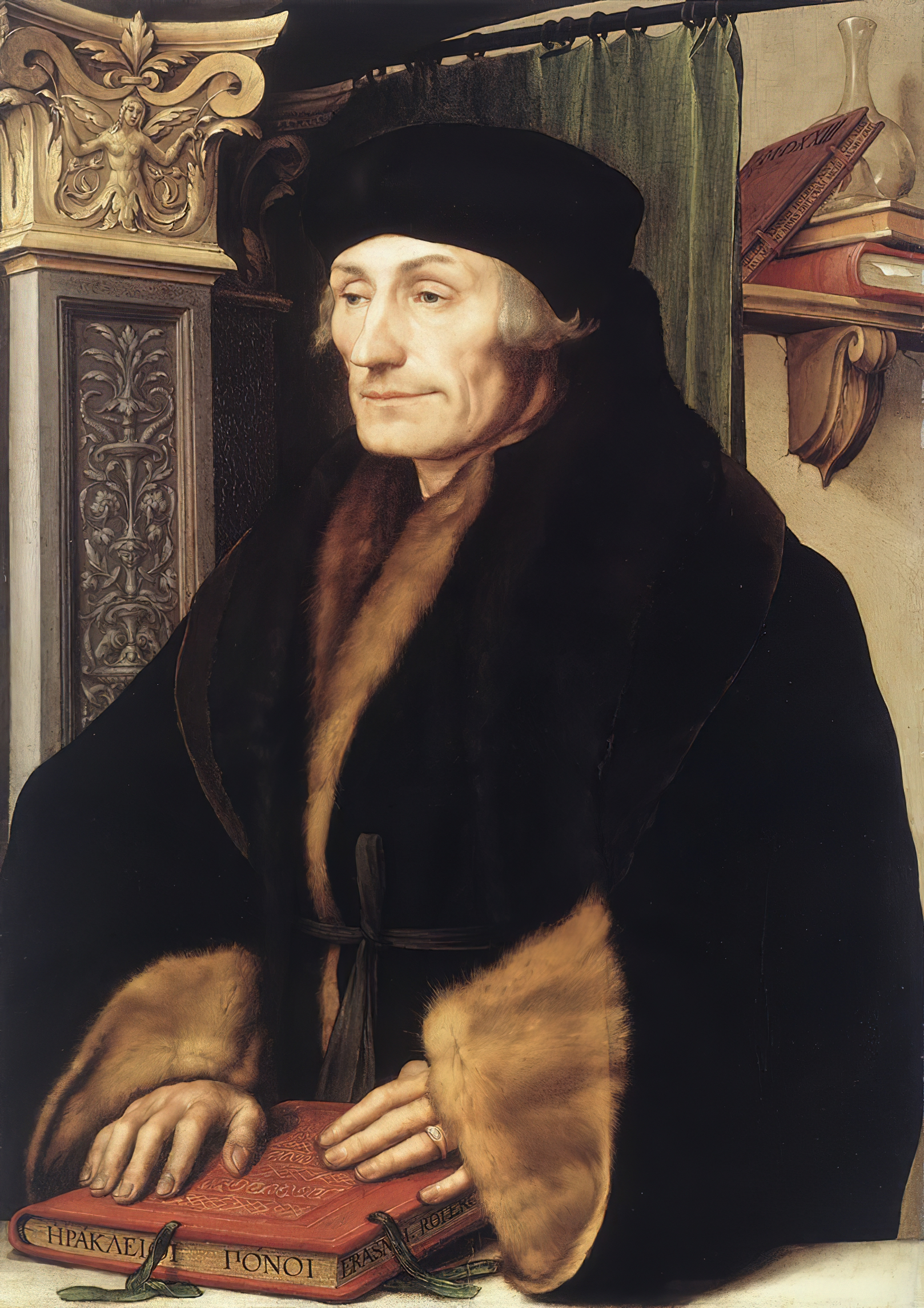
L'umanista Erasmo da Rotterdam ritratto da Holbein il Giovane

Le trasformazioni culturali in atto nella società del tempo contribuirono in modo sostanziale alla Riforma. La filosofia cristiana medievale, la Scolastica, stava attraversando una crisi che accentuava il distacco tra il popolo e la curia. I teologi del XV secolo si perdevano in dispute finalizzate più a esibire la propria finezza di pensiero che a esprimere un'autentica volontà di ricerca intellettuale e spirituale. Più dinamico fu l'ambiente culturale dell'umanesimo, il quale «inflisse un colpo decisivo al monopolio culturale della Chiesa con conseguenze fondamentali per la Riforma». Gli umanisti proponevano un approccio anti-dogmatico, storicizzante, razionalista in cui l'uomo e la sua ragione erano poste al centro. Tra i protagonisti della rivoluzione umanista spiccano filosofi come Erasmo da Rotterdam e Willibald Pirckheimer. Erasmo insegnava che le pratiche esteriori di devozione e le cerimonie religiose non bastavano a garantire la salvezza se non sostenute dall'intima convinzione del fedele.
La veloce circolazione delle idee umanistiche, favorita dalla recente invenzione della stampa a caratteri mobili, fu senza dubbio fondamentale per creare il substrato ideologico su cui crebbe l'idea riformistica; la stessa stampa fu poi determinante perché tali idee potessero diffondersi rapidamente. L'attività filologica intrapresa dagli umanisti portò alla traduzione delle Sacre Scritture e delle opere dei padri della Chiesa facendo riscoprire e apprezzare i caratteri della Chiesa delle origini.

### Cause economiche
In Germania, il XVI secolo fu segnato da profondi processi di trasformazione sociale in parte dovuti al crescere dell'importanza delle città. In queste ultime si era formata una classe borghese con una notevole forza finanziaria attraverso il commercio, dando luogo a quello che molti identificano come l'esordio del capitalismo rinascimentale. I cittadini più ricchi, come i banchieri Fugger di Augusta, spesso superavano con la loro potenza economica la nobiltà rurale, che traeva i propri guadagni dall'agricoltura. I contadini costituivano la maggioranza della popolazione e spesso vivevano a un livello di economia di sussistenza soffrendo tasse, lavori obbligatori e servitù della gleba. Ad aggravare la situazione, il costante afflusso di metalli preziosi dalle colonie americane aveva fatto scendere il valore del denaro per via dell'inflazione, compromettendo drammaticamente il potere d'acquisto della popolazione. Inoltre, il numero degli abitanti era cresciuto: si stima che tra il 1500 e il 1600 la popolazione dell'Impero tedesco aumentò da 12 a 15 milioni, con conseguente aumento del prezzo del cibo e decrescita dei salari. Questa situazione, socialmente ed economicamente precaria, portò a ripetute rivolte che culminarono nella guerra dei contadini tedeschi nel 1525. Un tale scenario può essere considerato tra le cause della Riforma: l'economista e filosofo del XIX secolo Friedrich Engels identificò negli eventi futuri la manifestazione dell'insofferenza dei contadini e delle tensioni sociali del tempo.

## Varie "Riforme"
Il movimento riformista non fu unico, bensì articolato in molteplici correnti che la storiografia tradizionale tende a raggruppare in due diverse categorie: magistrale e radicale. Con "Riforma magistrale" si intende il percorso iniziato da Lutero e poi proseguito con varie declinazioni da altri teologi, ma sempre legato alle autorità secolari in contrapposizione alla "Riforma radicale" (così chiamata dallo svizzero Heinrich Bullinger) propugnata dalle correnti più estreme del movimento.

## Riforma magistrale

### Martin Lutero e la Riforma in Germania

Ritratto di Lutero

A fronte di tutto ciò, è innegabile che l'inizio della Riforma non fu un evento casuale ma il concretizzarsi di una situazione che da tempo si era venuta a formare da molteplice cause; lo storico Giacomo Martina afferma che «Lutero non determinò il sorgere della rivolta, ma ne affettò il momento e vi gettò il peso della sua forte personalità accrescendone l'efficacia». La «protesta luterana accelererà i processi di trasformazione profondi delle realtà degli Stati della Chiesa dell'economia della società e della cultura in generale che mutarono il volto dell'Europa».

#### Sviluppo interiore di Lutero come riformatore
Nato il 10 novembre 1483, Martin Lutero entrò nell'ordine degli eremiti agostiniani come monaco nel 1505 dopo essersi formato in materie giuridiche presso l'Università di Erfurt, un ambiente fortemente influenzato dalle teorie di Guglielmo di Occam. Dal 1512 insegnò etica, dogmatica ed esegesi all'Università di Wittenberg dove il suo superiore, Johann von Staupitz, aveva stimolato la formazione di una "comunità di lettura" di cui oltre a Lutero avevano fatto parte, tra gli altri, Andrea Carlostadio, Johannes Lang e Justus Jonas.
Come Lutero stesso scriverà più tardi, la sua vita in quegli anni era tormentata dalla consapevolezza della propria peccaminosità e dalla paura del giudizio divino. Il concetto di "giustizia divina" lo turbava, perché egli non riusciva ad amare un Dio giusto e arrabbiato. Fu lo studio delle lettere di San Paolo a fargli elaborare una nuova comprensione della giustizia, ora da lui intesa come «passiva» in quanto non esercitata da Dio sugli uomini, ma donata da Dio agli uomini. In particolare, tra il 1515 e il 1517, dopo aver riflettuto su di un passo della Lettera ai Romani, sviluppò una teoria in cui asseriva che per la salvezza dell'anima non era necessario conseguire particolari meriti, ma era sufficiente abbandonarsi all'azione salvifica di Dio: bastava credere per sapersi e sentirsi salvato.
Su queste basi, Lutero proseguì a elaborare ulteriori teorie, successivamente riassunte nelle cinque sola: Sola Scriptura, Sola Fide, Sola gratia, Solus Christus, Soli Deo Gloria. Tali formule allontanavano il pensiero di Lutero dalla dottrina della Chiesa: in sostanza, il riformatore tedesco svalutava il significato della Chiesa come istituzione temporale, negava la necessità di un clero che facesse da intermediario tra i fedeli e le Sacre Scritture, rifiutava i sacramenti con l'eccezione del battesimo e dell'eucaristia. Per quanto riguarda l'eucaristia, Lutero non accettava la dottrina della transustanziazione, ovvero l'idea della trasformazione della sostanza del pane e del vino nel corpo e nel sangue di Cristo, proponendo quella che i polemisti cattolici chiamavano "consustanziazione" (termine mai utilizzato da Lutero), secondo la quale il pane e il vino al tempo stesso mantengono la loro natura fisica e divengono anche sostanza del corpo e del sangue del Cristo.

#### Critica di Lutero alle indulgenze

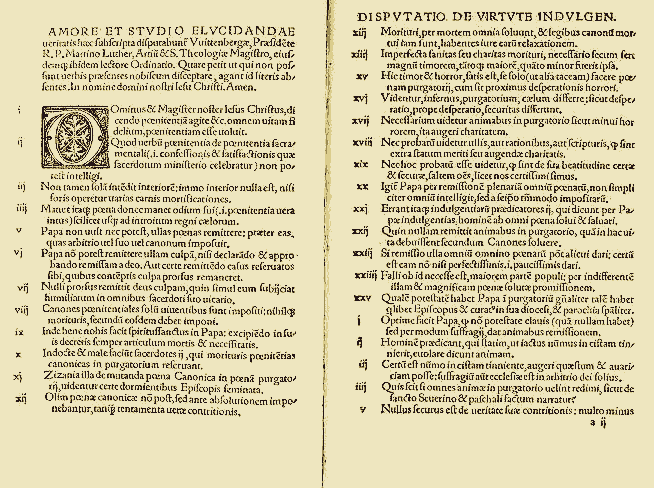
Le 95 tesi di Martin Lutero

L'occasione per rendere pubbliche le sue teorie giunse per Lutero nel 1516, a seguito della predicazione nella provincia di Magdeburgo di Johann Tetzel. Quest'ultimo aveva ricevuto dall'arcivescovo di Magonza Alberto di Hohenzollern l'incarico di vendere nelle sue diocesi l'indulgenza bandita da papa Leone X per finanziare il rifacimento della basilica di San Pietro. Scandalizzato da ciò, Lutero redasse 95 tesi che fece circolare tra i teologi al fine di suscitare un dibattito. In queste, non solo criticò la vendita delle indulgenze ma espresse i suoi dubbi anche sulla simonia, sul suffragio dei defunti nel purgatorio, sull'intercessione e sul culto dei santi e delle loro immagini, ossia su gran parte dei punti centrali dell'ecclesiologia medievale. Per Lutero, le indulgenze portavano il fedele a ritenersi erroneamente sicuro della salvezza, la quale invece poteva risultare solo dal pentimento interiore che apriva al perdono divino, senza bisogno dell'intermediazione sacramentale. Lutero, inoltre, affermava il principio della sola scriptura, secondo cui solo nella Bibbia si trovava la regola ultima della fede e della pratica del cristiano, esautorando così il ruolo degli ecclesiastici.
Molto probabilmente con la pubblicazione delle tesi Lutero voleva, come consuetudine, solamente stimolare un dibattito all'interno della cerchia dei teologi, ma le tesi vennero tradotte in tedesco e, grazie alla stampa, si diffusero rapidamente per tutta l'Europa riscontrando un grande successo; «la scintilla della Riforma protestante era scoccata: perché scoppiasse l'incendio, altri eventi dovevano verificarsi». Nel marzo 1518 Lutero pubblicò il "Sermone sulle indulgenze e la grazia", nel quale, ormai consapevole dell'impatto delle proprie idee, si rivolgeva a un pubblico più vasto. Il 26 aprile dello stesso anno, nella disputa di Heidelberg, Lutero estese la propria critica dalle indulgenze alla teologia scolastica, affermando che il libero arbitrio esiste solo di nome e non realmente (res de solo titulo). Tra i partecipanti alla disputa di Heidelberg vi furono alcuni giovani teologi che in seguito saranno i maggiori esponenti della Riforma: Martin Bucer, Johann Brenz, Erhard Schnepf e Martin Frecht.

#### Processo per eresia contro Lutero e disputa di Lipsia

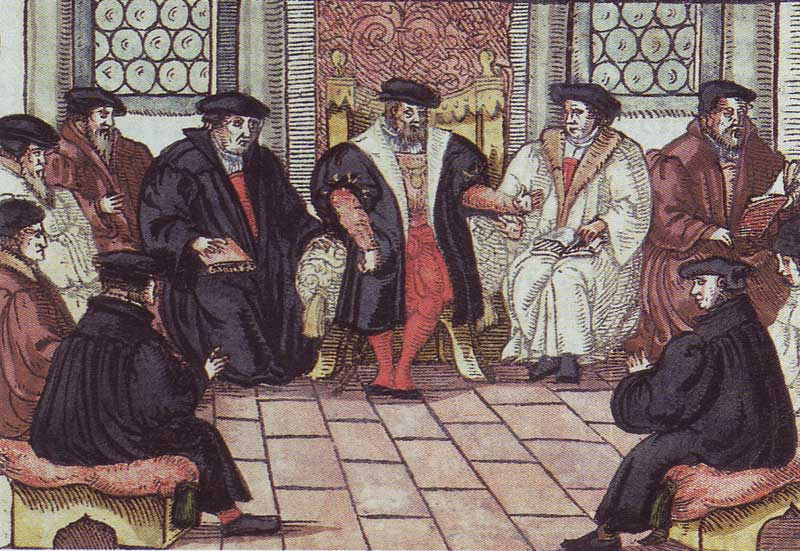
Rappresentazione della disputa di Lipsia

Informata delle tesi di Lutero, la Curia romana ordinò dapprima un'istruttoria nei suoi confronti, nel corso della quale Silvestro Mazzolini da Prierio scrisse una perizia non pervenutaci, ma il cui contenuto è desumibile dal suo opuscolo De potestate papae dialogus. In quell'occasione, in ossequio alla tradizione domenicana risalente a Juan de Torquemada, da Prierio difese la gerarchia ecclesiastica e il primato del papa, considerati fondamentali, ritenendo la critica mossa da Lutero verso la figura del pontefice inaccettabile e tale da qualificare la dottrina luterana come ereticale. Fu così formalmente aperto il procedimento contro Lutero, il quale il 7 agosto 1518 ricevette la convocazione a Roma. Grazie a un appello al principe Federico il Saggio, suo protettore, Lutero riuscì a far trasferire il caso da Roma alla dieta di Augusta, in Germania, dove il teologo tedesco fu interrogato dal 12 al 14 ottobre 1518 dal cardinale Caetano. Il riformatore rifiutò di ritrattare la sua condanna delle indulgenze e l'affermazione che solo la fede conferisce efficacia ai sacramenti, e l'interrogatorio si trasformò in una concitata discussione con il cardinale; Lutero dichiarò di non avere deliberatamente insegnato nulla contro le Sacre Scritture, i padri della Chiesa e le decretali, e di sottostare su questo al giudizio dei dotti delle università nordeuropee, negando implicitamente l'autorità del papa. Temendo che il legato pontificio ordinasse il suo arresto, tra il 20 e il 21 ottobre Lutero fuggì a cavallo nel cuore della notte.
Il processo contro Lutero rallentò a seguito della morte dell'imperatore Massimiliano I d'Asburgo, avvenuta il 12 gennaio 1519. Per la successione si proposero l'Asburgo Carlo I di Spagna e Francesco I di Francia; il papato e l'elettore Federico il Saggio si schierarono, senza successo, con il re di Francia e tale interesse in comune portò alla sospensione del processo. Ciò agevolò la popolarità di Lutero che si diffuse ben oltre la Sassonia. La tregua formale non durò che qualche mese, giacché nelle università e altrove si tennero dibattiti e confronti. Il più noto fu la disputa di Lipsia che ebbe un ruolo fondamentale nella circolazione delle idee riformate. La disputatio vide contrapposti il teologo cattolico Johannes Eck e i principali capi del movimento della Riforma: Lutero, Andrea Carlostadio e Filippo Melantone. I temi principali riguardarono il potere del pontefice romano e l'autorità della Chiesa in materia di dottrina, il libero arbitrio dell'uomo di fronte alla Grazia e le indulgenze. Lutero affermò che il potere del Papa era subordinato a quello del concilio dei vescovi (conciliarismo). Tuttavia, l'ammissione da parte di Lutero di condividere alcuni punti della dottrina hussita fornì al papato una giustificazione per la sua condanna, dato che cento anni prima il Concilio di Costanza aveva giudicato tali proposizioni hussite come eretiche.

#### Sviluppo della teologia della Riforma (1520)

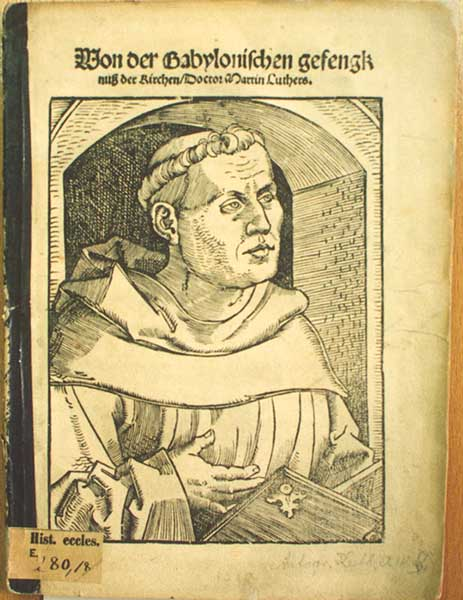
De captivitate Babylonica ecclesiae, frontespizio del 1520

Nonostante la condanna da parte di Roma, l'anno 1520 fu il culmine della produttività letteraria di Lutero. I tre cosiddetti "Scritti principali della Riforma", composti in quell'anno e relativi al tema della libertà, rappresentano "le chiavi di volta della Riforma protestante". Dopo l'elezione di Carlo V a imperatore, il processo a Roma era ripreso e Lutero attendeva la condanna come eretico. In questo contesto, scrisse un'opera di grande successo intitolata Alla nobiltà cristiana della nazione tedesca. In questo scritto invitò le autorità secolari a prendersi cura della riforma della Chiesa in considerazione dell'incapacità della Chiesa di rigenerarsi da sola. Presentò anche un programma di riforma sociopolitica che prevedeva l'istituzione di scuole pubbliche, il sostegno ai poveri e l'abolizione del celibato ecclesiastico e dello Stato pontificio. Nella sua opera formulò anche la dottrina del sacerdozio universale di tutti i battezzati, con la quale intendeva superare la tradizionale distinzione tra ecclesiastici e laici. Lutero respinse, inoltre, l'affermazione secondo cui solo il magistero papale fosse autorizzato a interpretare le sacre scritture in modo vincolante.

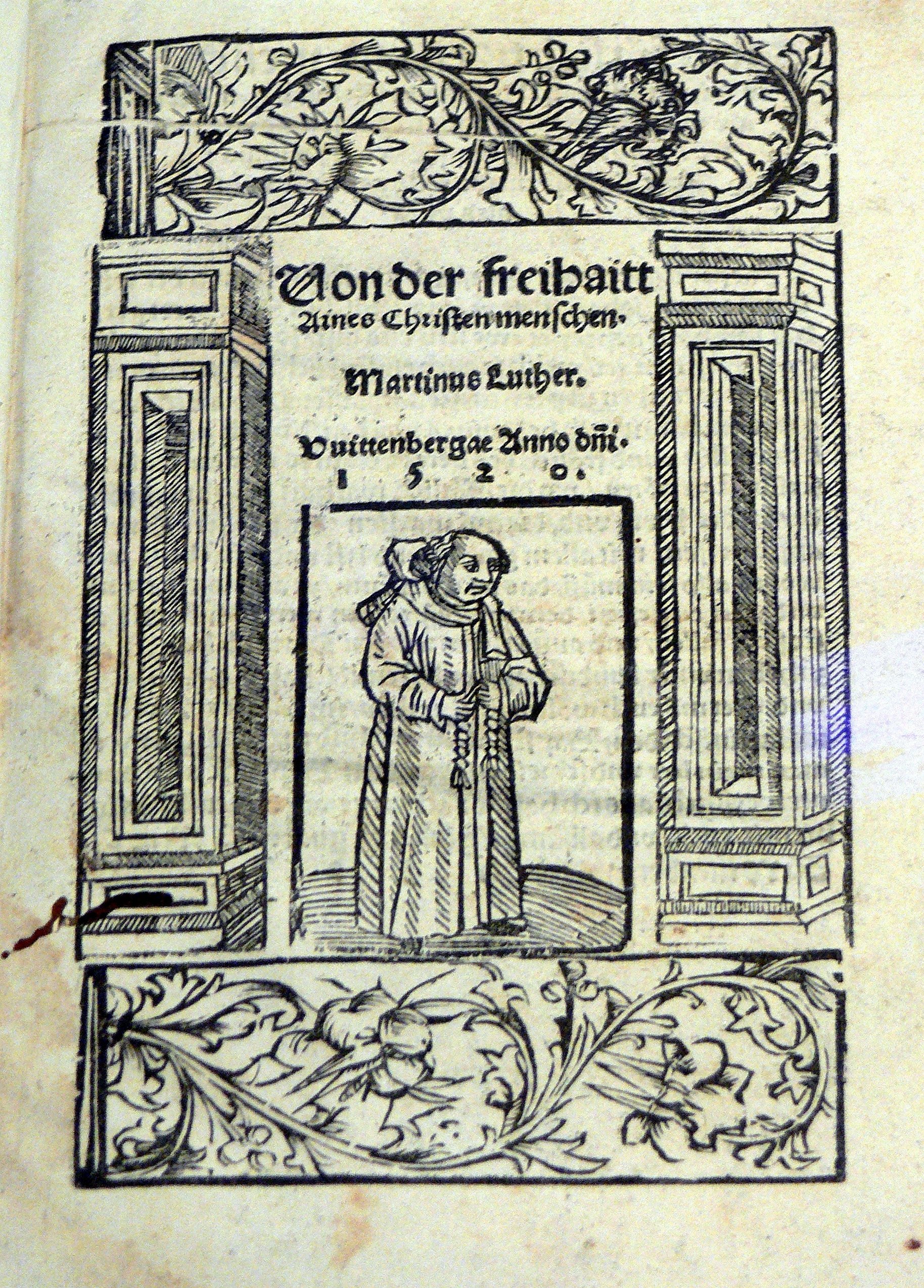
Sulla libertà di un cristiano, frontespizio, prima edizione tedesca del 1520

Con l'opera De captivitate Babylonica ecclesiae (La cattività babilonese della chiesa), redatta in latino e quindi destinata a un pubblico accademico, Lutero propose una riorganizzazione della dottrina tardomedievale dei sacramenti. Riferendosi alla Scrittura, ridusse da sette a due il numero dei sacramenti definiti dal Concilio di Lione II del 1274, circoscrivendoli ai soli battesimo ed eucaristia. Assegnò il pentimento al sacramento fondamentale del battesimo.
Nel terzo e ultimo saggio del 1520, Sulla libertà di un cristiano, il teologo di Wittenberg si occupò della libertà evangelica. Scritto in modo da renderne facile la comprensione e con un linguaggio ricco di metafore, si rivolse a un pubblico cittadino esperto nella lettura, tuttavia al di fuori della cerchia degli studiosi. In questo trattato, Lutero affermò che, grazie alla virtù della fede, la vita cristiana diveniva essenzialmente libera poiché «le opere, ininfluenti sul destino ultraterreno, erano completamente gratuite». Non venivano tuttavia escluse le azioni di carità e penitenza, che divenivano il modo per esprimere la scelta di seguire la generosità del Cristo, secondo la massima «le opere buone non fanno un uomo buono, ma l'uomo buono fa opere buone».

#### Condanna della Chiesa e dieta di Worms

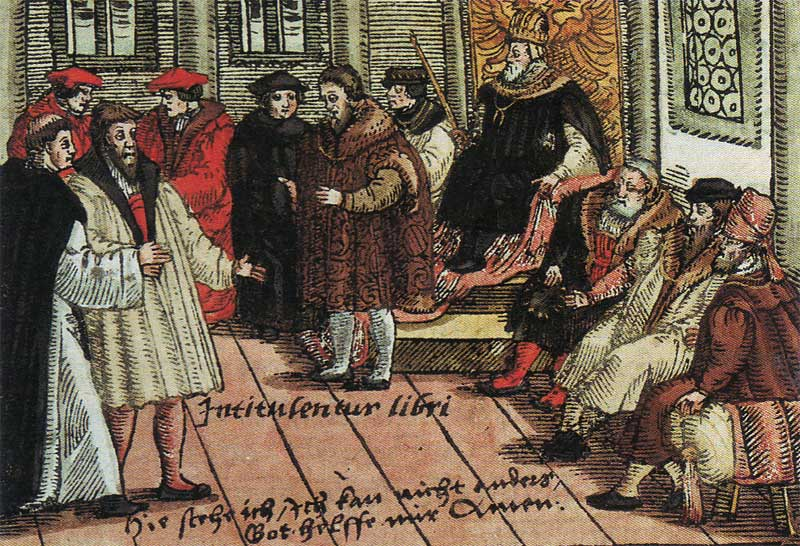
Lutero alla dieta di Worms

Finito il processo intentato contro Lutero, il 15 luglio 1520 papa Leone X emise la bolla pontificia Exsurge Domine, con la quale gli venne intimato di ritrattare le sue tesi entro sessanta giorni, pena la scomunica. Come risposta il 10 ottobre dello stesso anno, a Wittenberg, vennero bruciati pubblicamente su iniziativa di Johannes Agricola alcuni libri di teologia cattolica e in particolare di diritto canonico; lo stesso Lutero partecipò al rogo gettando nelle fiamme la lettera con la condanna pontificia. La scomunica del teologo riformatore era quindi scontata e venne ufficializzata il 3 gennaio 1521 con la bolla Decet Romanum Pontificem. Secondo la legge imperiale, chiunque fosse scomunicato incorreva anche nel bando da parte delle autorità civili; tuttavia, il diretto sovrano di Lutero, l'elettore di Sassonia Federico il Saggio, aveva già ottenuto nell'ottobre 1520 l'impegno da parte dell'imperatore Carlo V di non procedere contro Lutero senza che fosse stato primo interrogato nel corso di una dieta imperiale.
Così, Lutero si mise in viaggio verso Worms per essere ascoltato nella dieta in svolgimento; durante il tragitto venne accompagnato da dimostrazioni di sostegno da parte del popolo. Indubbiamente, la dieta non aveva il potere di decidere se le posizioni di Lutero fossero eretiche o meno e Carlo V non voleva mettersi contro la sensibilità popolare o contro i suoi principi per evitare un'insurrezione come quella accaduta da poco in Spagna, ovvero la rivolta dei comuneros. Risultava quindi possibile «verificare i dati fondamentali della condanna solo in una certa misura, ovvero se Lutero avesse effettivamente detto ciò di cui era accusato e, ancora una volta, se fosse disposto a ritrattare». Giunto davanti all'assemblea imperiale, a Lutero venne concesso un giorno di tempo per riflettere, passato il quale ammise di essere l'autore dei suoi scritti, giustificando i contenuti avversi al papa con i tormenti patiti dalla «gloriosa nazione tedesca» abusata da Roma. Lutero, inoltre, rifiutò ancora una volta di ritrattare le proprie tesi a meno che qualcuno non avesse potuto confutarle in base a quanto espresso esclusivamente nelle Sacre Scritture (il principio di sola scriptura). Il 30 aprile 1521 Lutero lasciò Worms come fuorilegge sottoposto a bando imperiale. Poiché l'imperatore gli aveva promesso un salvacondotto perché si potesse presentare senza timori alla dieta, gli furono concessi 21 giorni per mettersi in salvo. Durante il suo ritorno verso Wittenberg, l'elettore di Sassonia organizzò un finto rapimento di Lutero al fine di farlo condurre al sicuro nel castello di Wartburg.

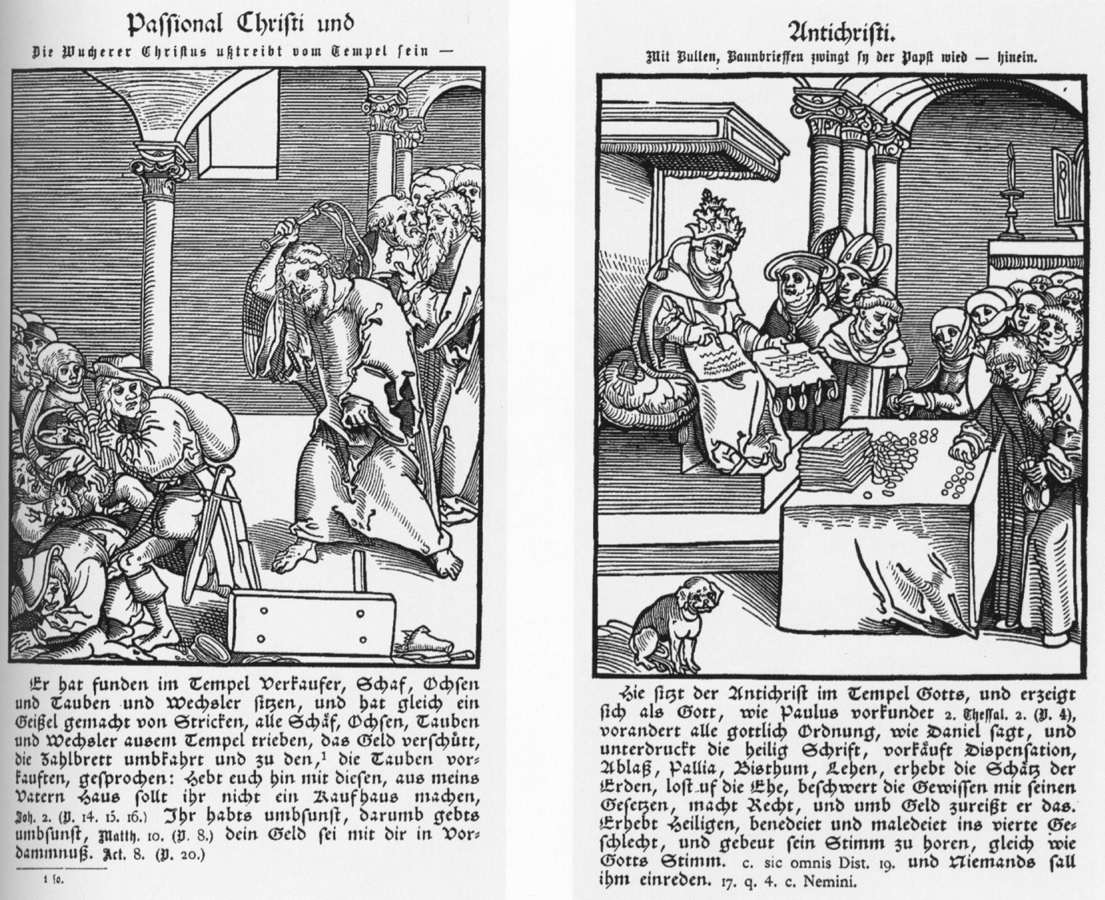
Incisione della dodicesima antitesi del Passional Christi und Antichristi

Durante il suo soggiorno a Wartburg, Lutero si dedicò intensamente al lavoro producendo diverse opere, la più importante delle quali fu la traduzione del Nuovo Testamento dall'originale testo greco quando le versioni contemporanee si basavano sulla Vulgata scritta in latino nel IV secolo. Per questa traduzione, Lutero ricorse a un linguaggio popolare e comprensibile che, non solo rimase per lungo tempo il riferimento per le edizioni della Bibbia in lingua tedesca, ma ebbe anche un'influenza significativa sullo sviluppo del tedesco scritto. Nello stesso tempo, scrive Passional Christi und Antichristi in cui l'autore pone in antitesi Cristo con il papa, indicato quest'ultimo come l'anticristo. Il pamphlet, arricchito da 26 illustrazioni corredate da incisive didascalie, lo aiutò a diventare molto popolare tra il popolo. L'utilizzo di messaggi semplici e di disegni ispirati dalla religiosità e dalla cultura popolari fu uno dei vettori dell'ampia diffusione delle idee luterane. Esempi tipici di queste immagini furono la rappresentazione degli ecclesiastici con le fattezze di animali, il papa nelle vesti dell'anticristo, Lutero illuminato dallo Spirito Santo o l'allegoria di una Germania vista come Ercole contro la Chiesa.
Mentre Lutero lavorava a Wartburg, a Wittenberg la Riforma iniziò ad assumere connotati sempre più radicali: all'interno del monastero iniziò un'ondata di rinunce ai voti che lo mise in grave difficoltà, e le prediche dei teologi sfociarono nell'iconoclastia e nella rivolta contro le autorità civili dei cavalieri e dei contadini.

#### Ripercussioni sociali
La proposta di Lutero si diffuse in tutti gli strati sociali e molti vi trovarono la risposta ai problemi da cui erano afflitti. La Riforma non rispose solo a bisogni di natura religiosa, ma intercettò anche le tensioni politiche dell'epoca e le aspirazioni a una trasformazione dell'Impero. Nell'autunno del 1522 un gruppo di cavalieri tedeschi protestanti, guidati da Franz von Sickingen, si ribellò contro l'Impero cattolico in risposta alla loro condizione di costante declino. La ribellione venne stroncata già nel maggio del 1523, ma servì a ispirare la successiva, e più sanguinosa, guerra dei contadini tedeschi che scoppiò nel 1524.
Il conflitto trovò ragioni etiche, teoriche e teologiche nella riforma protestante, le cui critiche ai privilegi e alla corruzione della Chiesa cattolica sfidarono l'ordine costituito, sia in ambito religioso che politico. Esso rifletté altresì un radicato malcontento dello strato più povero della società costituito dai lavoratori della terra, i quali sostenevano tutti i restanti strati della società non solo attraverso la tassazione diretta, ma anche con la produzione agricola e l'allevamento del bestiame. Nonostante questo contributo, erano privi di potere politico quando non ridotti allo stato servile. I contadini trovarono nella Sacra Scrittura la legittimazione del loro movimento e formularono le proprie rivendicazioni politiche e sociali - tra cui l'abolizione della servitù, la riduzione delle imposte, la libertà di cacciare e pescare - nei Dodici articoli (1525) dei contadini dell'Alta Svevia, il principale manifesto programmatico della rivolta. I contadini trovarono pieno sostegno in Thomas Müntzer (che pagò con la vita tale scelta), ma non in Lutero, che scrisse il libello Contro le bande dei contadini che assassinano e rubano. Molto probabilmente Lutero intervenne a sfavore dei rivoltosi, giustificandone anche la repressione nel sangue, perché preoccupato di perdere l'indispensabile sostegno delle autorità civili nel caso in cui il movimento riformato avesse intrapreso la strada della rivoluzione dell'ordine sociale.
Per legittimare le autorità civili nell'uso della forza per mantenere la pace e l'ordine, nonostante il comandamento biblico dell'amore, Lutero formulò la dottrina dei due regni, secondo la quale ogni cristiano vive in due "regni", quello terreno, in cui si applica la "legge della spada", e quello spirituale, in cui si applica la parola divina.

#### Formazione della Chiesa luterana
Placate le rivolte radicali, Lutero iniziò l'organizzazione della Chiesa riformata. Tale processo avvenne sotto la direzione del principe Giovanni di Sassonia, che volle creare una Chiesa nazionale, verticistica e dalla rigida identità dottrinale. Molti riformatori criticarono la politicizzazione della Riforma e la perdita della libertà religiosa auspicata, senza peraltro riuscire a influire sui disegni del principe, che vedeva nella Riforma la possibilità di emanciparsi dagli ingenti tributi dovuti a Roma e dal controllo dell'Imperatore. La tolleranza religiosa non venne concessa nemmeno agli ebrei, che spesso finirono espulsi; più mite fu la posizione presa nei riguardi dell'Islam, comunque considerato una religione erronea e peccaminosa.
Per la nuova Chiesa che andava a profilarsi ci si preoccupò di riorganizzare il sistema delle rendite ecclesiastiche, finalizzate totalmente al sostegno dei pastori, al mantenimento degli edifici religiosi e alla sussistenza dei poveri. La liturgia fu incentrata sulla predicazione della Bibbia, inderogabilmente in lingua tedesca, e sulla celebrazione eucaristica, mentre largo spazio veniva dato alla musica e in particolare agli inni di cui lo stesso Lutero fu spesso autore. Il matrimonio, di cui venne abolito il carattere di sacramento, assunse una maggior importanza in quanto considerato una colonna imprescindibile dell'ordine sociale. In quest'ottica anche il celibato ecclesiastico scomparve, mentre il divorzio venne reso possibile ma di fatto raramente concesso. Lutero dette molta importanza al catechismo ed egli stesso scrisse un "Grande catechismo" dedicato agli adulti e un "Piccolo catechismo" per i bambini; l'opera ebbe ampia diffusione. Tuttavia, la Chiesa luterana non riuscì a consolidarsi sino alla metà del Cinquecento, a causa della persistenza di mentalità e tradizioni cattoliche e degli aspri conflitti sia con l'Imperatore sia all'interno del movimento riformatore.

#### Dieta di Augusta (1530) e la Confessione augustana

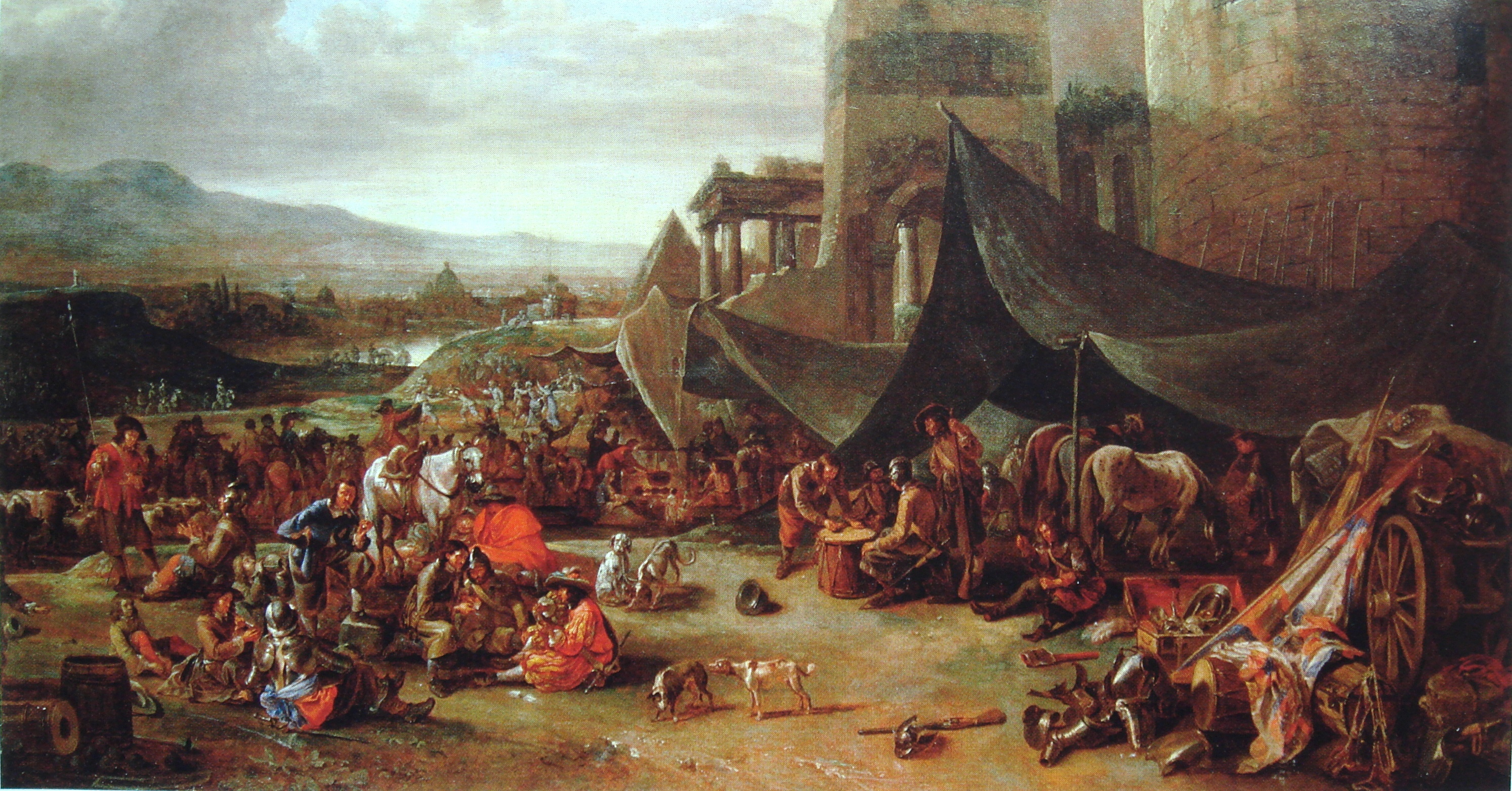
Il sacco di Roma del 1527, dipinto di Johannes Lingelbach

Tra il 1520 e il 1530 i principi tedeschi sostenitori della Riforma luterana aumentarono costantemente di numero, mentre i loro rapporti con l'imperatore si alternarono tra periodi di compromesso, soprattutto quando Carlo V aveva bisogno di loro nelle guerre contro gli ottomani o contro Francesco I di Francia, e periodi di violenti scontri. In ogni caso, l'Imperatore non accettò mai passivamente la diffusione della Riforma, in quanto ciò frustrava la sua aspirazione a un impero cattolico universale. L'instabile situazione che affliggeva la società europea divisa tra protestanti e cattolici si manifestò nel tragico sacco di Roma del 1527 compiuto dai Lanzichenecchi, truppe tedesche mercenarie di fede e di sentimenti antipapali, al soldo dell'Imperatore ma in quel momento senza una vera guida. Il sacco, oltre a essere stato una calamità per la città, rappresentò una vera umiliazione per la Chiesa cattolica impegnata a contrastare il luteranesimo.
Mentre i teologi affinavano le questioni dottrinali, nel Sacro Romano Impero la Riforma assunse un connotato sempre più politico. Un tentativo di compromesso venne effettuato alla Dieta di Spira del 1526, quando si permise ai principi che lo volevano di abbracciare il luteranesimo. Tuttavia, nella Dieta del 1529 l'imperatore Carlo V vietò ogni ulteriore novità: gli Stati luterani potevano dunque rimanere tali, mentre gli altri dovevano restare fedeli al cattolicesimo. Nella stessa occasione, Carlo V volle ribadire anche l'editto della Dieta di Worms del 1521 con cui Lutero era stato condannato come eretico, suscitando le proteste dei principi elettori luterani (protesta di Spira) da cui derivò il termine "protestante".

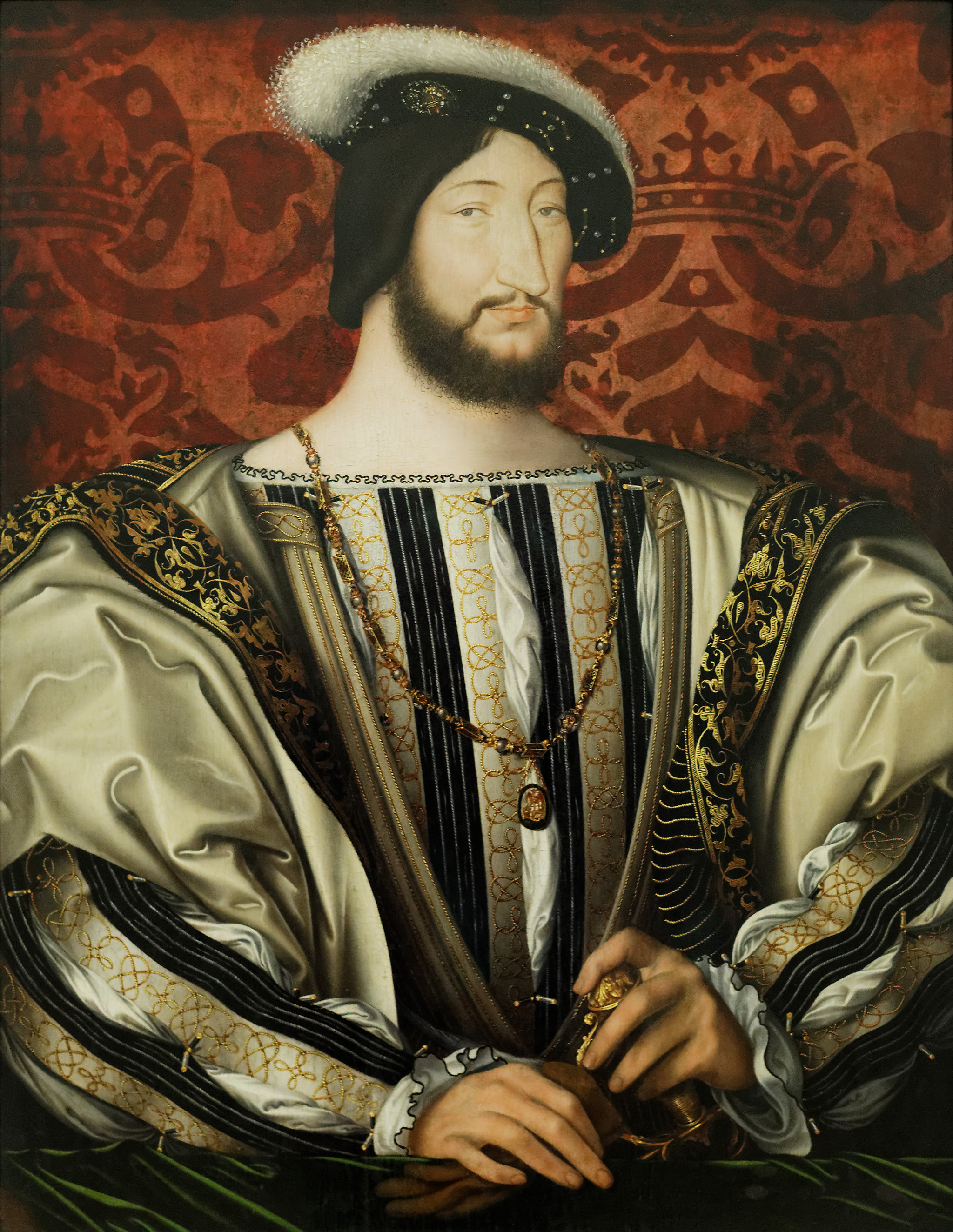
Il re Francesco I di Francia, la conflittualità con Carlo V favorì lo sviluppo della Riforma in Germania

Tuttavia, negli anni successivi, l'imperatore Carlo V si trovò nuovamente in conflitto contro la Francia di Francesco I in quella che è passata alla storia come guerra della Lega di Cognac. Gli eventi bellici distolsero Carlo dai tentativi di repressione del protestantesimo, ma quando nel 1529 ebbe concluso la pace di Cambrai, l'Imperatore poté nuovamente occuparsi di sradicare l'eresia luterana. Così, l'anno successivo fu convocata per il 2 giugno una nuova dieta ad Augusta nel tentativo di sedare le tensioni religiose crescenti e ottenere la sottomissione dei principi del Sacro Romano Impero passati alla riforma luterana. Poiché Lutero, da fuorilegge, non poteva prendere parte ai negoziati, Filippo Melantone fu delegato dell'elettore di Sassonia a presenziare. Qui, Melantone, insieme a Joachim Camerarius e a Gregor Brück presentò ai principi la Confessione augustana, la prima esposizione ufficiale dei principi del protestantesimo che tutt'oggi è considerata uno dei testi base delle chiese protestanti e, in particolare, del luteranesimo. I contenuti del testo sono certamente più moderati rispetto alla predicazione di Lutero, probabilmente a causa del tentativo di raggiungere un compromesso con l'Imperatore e con i principi cattolici, sottolineando le affinità piuttosto che le divergenze con la dottrina di Roma: l'opera di Melantone può essere considerata il «massimo tentativo di compromesso tra Roma e Wittemberg».

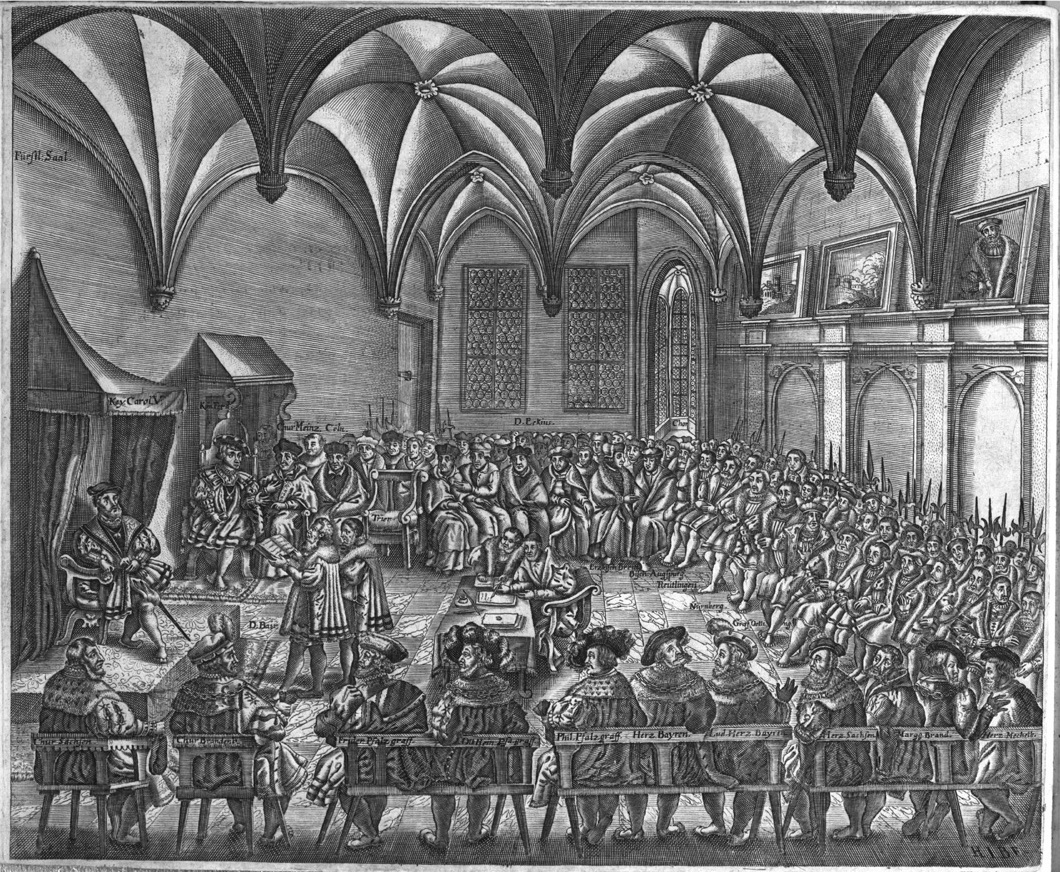
La Dieta di Augusta del 1530

Nonostante i tentativi di Melantone di rendere la Confessione augustana più conciliante, questa fu comunque respinta dai teologi cattolici con la Confutatio pontificia del 3 agosto, con la conseguente bocciatura da parte della dieta, dove i principi cattolici erano in maggioranza. Altre due confessioni vennero pure presentate e respinte dall'imperatore, la Confessione Tetrapolitana, scritta da Martino Bucero e Volfango Capitone, e la Fidei Ratio, presentata come una confessione personale di Zwingli. A novembre Carlo dichiarò fallite le trattative religiose, confermò l'editto di Worms e pretese dai principi la restituzione dei beni ecclesiastici sottratti alla Chiesa cattolica.

#### Dalla Lega di Smalcalda alla pace di Augusta del 1555

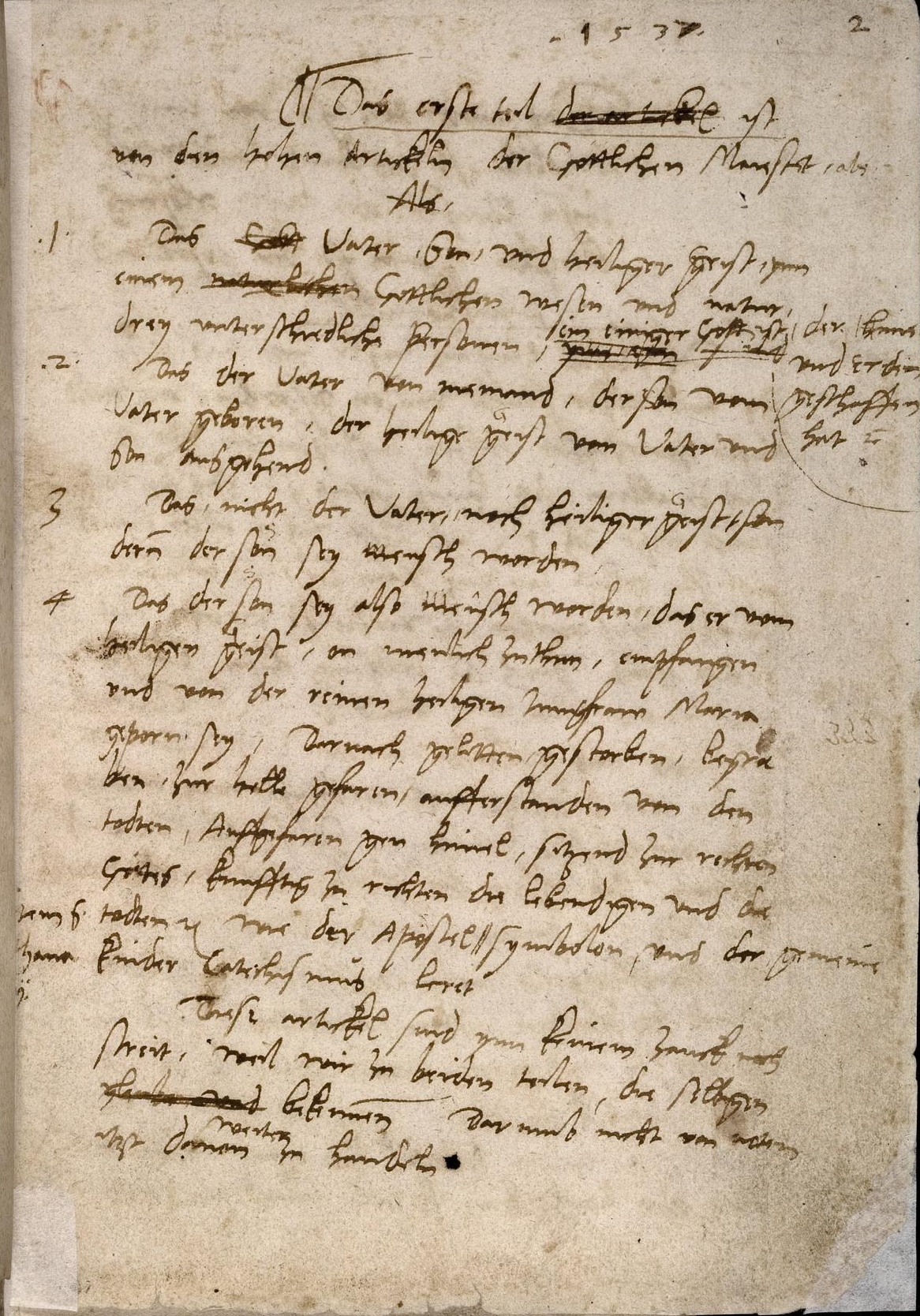
Biblioteca dell'Università di Heidelberg, articoli di Smalcalda scritti da Lutero, Cod. Pal. germ. 423 - Wittenberg, 1536.

Dopo la sua esposizione di Augusta, Melantone assunse il ruolo di principale teologo di Wittenberg, il che gli permise una maggiore indipendenza da Lutero. Egli fece in modo che gli Articoli di Smalcalda, una sintesi di dottrina luterana scritta da Lutero nel dicembre 1536, non arrivassero alla dieta dell'anno successivo, perché convinto che la formulazione proposta sarebbe risultata inaccettabile per i rappresentanti delle città imperiali dell'Alta Germania. La confessione di fede definitiva dei riformatori rimase quindi la Confessione Augustana, ampliata fino a comprendere un trattato sul potere e sul primato del papato, e un trattato sulla giurisdizione dei vescovi; testi che Melantone scrisse nel febbraio 1537.
Nel 1545 papa Paolo III aprì ufficialmente un concilio a Trento, da tempo auspicato come rimedio ai mali che affliggevano la Chiesa e come possibile occasione di una riconciliazione con i protestanti. Tuttavia, fin dalle prime sessioni fu chiaro che questo obiettivo fosse irrealizzabile. Martin Lutero morì il 18 febbraio 1546, lasciando un vuoto di potere al vertice del movimento protestante. Nell'estate del 1546 ebbe inizio la guerra di Smalcalda tra l'omonima lega, che univa i principi protestanti, e l'Impero. Il breve conflitto si concluse con una catastrofica sconfitta dei protestanti nella battaglia di Mühlberg del 24 aprile 1547.
Nel frattempo il Principato Elettorale di Sassonia, il cuore della Riforma di Wittenberg, era passato a Maurizio I, che da un lato si rifiutò di accettare l'Interim di Augusta proclamato dall'Imperatore per mettere fine agli scontri, ma dall'altro si pose il problema di raggiungere un compromesso con i cattolici. A tale fine, Maurizio promosse la redazione, ad opera di Melantone e di altri teologi, della formula nota come Interim di Lipsia (22 dicembre 1548), incentrata sulla distinzione tra dottrine fondamentali del protestantesimo, come la dottrina della giustificazione per fede, e questioni dottrinali "indifferenti" (adiaphora) ai fini della salvezza, perché relative ad elementi del culto o dell'organizzazione ecclesiastica non obbligatori né vietati dalle Sacre Scritture. Secondo Melantone e i suoi seguaci, i cosiddetti "filippisti" o adiaforisti, sulle questioni indifferenti per la salvezza poteva esserci il dialogo e la ricerca di un compromesso con i cattolici; a questa posizione moderata si contrapponevano Mattia Flacio Illirico e i suoi seguaci, i cosiddetti "flaciani" o gnesioluterani.
Nonostante la vittoria militare sui protestanti e i vari tentativi di ricomposizione, fu chiaro che la frattura all'interno della cristianità occidentale fosse oramai insanabile. Così nel 1555 si arrivò alla pace di Augusta, che sancì ufficialmente la divisione di fatto dell'Impero tra cattolici e protestanti. In particolare, il trattato provvedeva la formula del Cuius regio, eius religio ovvero l'obbligo del suddito di conformarsi alla confessione del principe del suo Stato, fosse essa protestante o cattolica. Di fatto non venne mai permessa una libertà di religione e un pluriconfessionalismo, con il risultato che se il sovrano cambiava confessione anche i sudditi dovevano cambiarla o emigrare, in quanto altrimenti avrebbero potuto mettere in pericolo la stabilità dell'ordine sociale. Rare eccezioni vennero concesse per alcune città libere in cui fu consentito il biconfessionalismo.

### La Riforma di Ulrico Zwingli e Martin Bucer

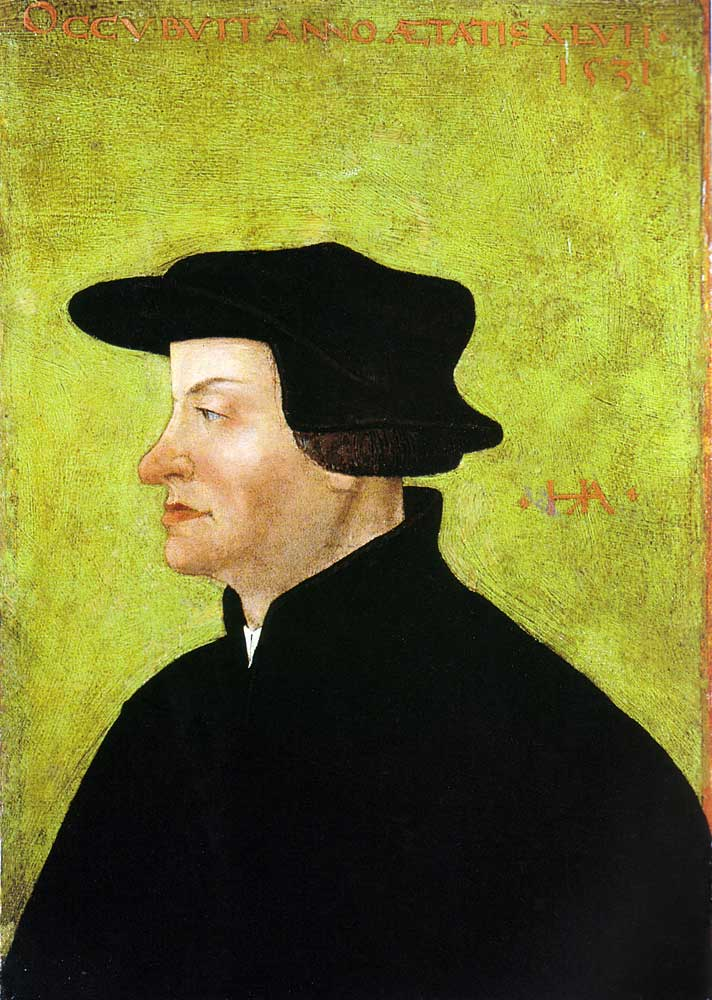
Ulrico Zwingli, ritratto di Hans Asper, Zwingli fu uno dei fondatori delle Chiese riformate svizzere

In Svizzera e Germania meridionale le Chiese riformate seguirono un percorso quasi parallelo a quelle luterane, ma con aspetti peculiari che portarono a comporre un mosaico composito di realtà diverse tra loro; nonostante ciò, tutte affondano le loro radici nell'attività riformatrice di Ulrico Zwingli e Martin Bucer. Questi, a differenza di Lutero, non cercarono una Riforma della sola Chiesa ma di tutta la società. Infine, questi operarono in un contesto politico fatto di libere città, di fatto autonome dal Sacro Romano Impero e di conseguenza prive della forte presenza di quei principi tedeschi che, a vantaggio o a svantaggio, influirono così tanto sul luteranesimo.
Ulrico Zwingli iniziò la sua azione a Zurigo intorno al 1522 con lo scopo, come Lutero, di riformare la Chiesa e non di rifondarla; la disamina dello svizzero si differenziava dal teologo di Wittenberg per la sua accentuata critica verso gli abusi della società del tempo e una forte influenza proveniente dell'umanesimo. A seguito di una disputa tenutasi il 29 gennaio 1523 tra Zwingli e il vicario generale della diocesi di Costanza, il consiglio cittadino di Zurigo determinò vincitore il primo dandogli il potere di riformare la città, cosa che portò a compimento nel 1525. La sua opera, incentrata sulla Bibbia, portò all'abolizione della messa cattolica, alla rimozione delle immagini ritraenti la Madonna e i Santi e alla proibizione del loro culto. Ancora, si incentivò la predicazione in lingua volgare basata solo sulle Scritture, si abbandonò l'obbligo di celibato ecclesiastico e molti monasteri furono soppressi. Per Zwingli la presenza di Cristo nell'eucaristia era solamente simbolica e rappresentava solamente una commemorazione del sacrificio di Gesù Cristo. Infine, la sua riforma, diffusasi in molte altre città svizzere e della Germania meridionale, fu caratterizzata anche da profondi connotati moralizzatori della società del tempo.  Alla morte di Zwingli la guida della Chiesa riformata zurighese passò a Heinrich Bullinger, il quale la orientò verso una linea equilibrata e di compromesso con le altre correnti riformiste. Contribuì personalmente all'elaborazione delle Confessiones Helveticae che divennero le confessioni di fede delle Chiese riformate svizzere.
Stabilitosi nel 1523 a Strasburgo, Martin Bucer proseguì sul solco della predicazione di Johann Geiler von Kaysersberg arricchendola con la sua solida formazione teologica e umanistica diventando una delle "anime del movimento riformatore". La sua opera si concretizzò in un'ampia riforma sociale basata su un forte rigorismo morale, in ambito sia pubblico sia nei rapporti privati come quelli matrimoniali. In città la messa nella forma cattolica continuò a essere celebrata fino al 20 febbraio 1529, sia pur in volgare e con un rito più semplice in cui veniva dato ampio spazio al canto. Bucer intrattenne proficui e cordiali rapporti con gli altri riformatori svizzeri e salisburghesi, malgrado insorsero dei contrasti con i luterani con l'eccezione di Melantone, con cui condivideva la formazione sulle opere di Erasmo da Rotterdam.

### Giovanni Calvino e la Riforma di Ginevra

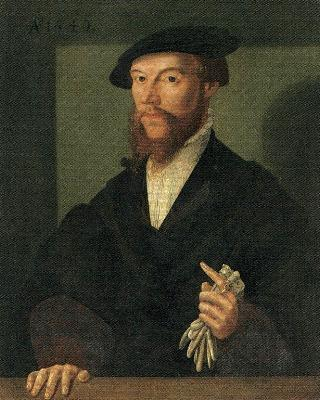
Giovanni Calvino

Completati gli studi di giurisprudenza, nel 1536 Giovanni Calvino pubblicò a Basilea la sua opera più celebre Institutio christianae religionis già completata l'anno precedente. A questa edizione in futuro ne seguirono altre riviste e ampliate, fino a divenire un fondamentale trattato sistematico della teologia protestante di grande influenza nel mondo occidentale. Nello stesso anno si spostò a Ginevra dove, insieme a Guillaume Farel, iniziò a riformare la Chiesa locale lacerata dalla complessa situazione politica in cui versava la città. A novembre il Consiglio cittadino approvò la Confessione di fede presentata da Calvino, il quale venne poi nominato predicatore e pastore della città. Il regolamento della nuova Chiesa che andava a profilarsi prevedeva, tra le varie cose: la celebrazione mensile della "Cena del Signore", l'ascolto dei sermoni, il canto dei salmi, l'obbligo dell'istruzione religiosa dei giovani e l'istituzione di un tribunale ecclesiastico autorizzato a comminare la scomunica a chi tenesse un comportamento immorale o indisciplinato. L'anno successivo vennero eletti nuovi sindaci, decisamente ostili alle novità che Calvino e Farel volevano introdurre. L'impossibilità di giungere a un accordo provocò, il 23 aprile 1538, l'espulsione dei due riformatori da Ginevra. Calvino riparò a Strasburgo, dove ebbe modo di conoscere e apprezzare le idee di Bucero.
Richiamato a Ginevra per aiutare a porre fine a un conflitto interno che metteva in pericolo la città, nel 1541 venne nominato pastore su richiesta delle autorità cittadine e questa volta fu libero di mettere in pratica realmente le sue idee riformistiche. Calvino diede alla Chiesa locale un nuovo assetto, dividendone i fedeli in quattro gruppi: pastori, dottori, anziani e diaconi; inoltre, istituì un concistoro formato da pastori e anziani che si riuniva a cadenza settimanale per assicurarsi il rigido rispetto dell'ortodossia e della moralità tra i cittadini.
Sotto la sua guida, la Chiesa di Ginevra assunse caratteri piuttosto radicali basati su una rigida disciplina. Ai cittadini si imposero diversi obblighi, tra cui quello di sottoscrivere la confessione di fede proposta da Calvino, di presenziare ad almeno le quattro "Cene del Signore" annuali e soprattutto di rispettare una condotta morale irreprensibile, pena la condanna, il bando o addirittura la messa a morte nei casi più gravi. Così a Ginevra vennero vietati i balli, il gioco dei dadi, la previsione del futuro, condotte sessuali libertine, comportamenti inadeguati tenuti durante le funzioni religiose e l'utilizzo di abiti giudicati troppo lussuosi o licenziosi. I conventi furono trasformati in ospizi e vennero aboliti il culto dei santi e delle reliquie.
La teologia di Calvino non fu particolarmente originale, preferendo un'opera di riorganizzazione e armonizzazione delle idee riformiste precedenti dedicandosi molto anche all'esegesi biblica, di cui è considerato uno dei maggiori esponenti del tempo. Per lui i testi sacri non dovevano essere interpretati in senso letterale, bensì con la finalità di arrivare a conoscere la volontà di Dio, in quanto questi sono il mezzo con cui egli comunica con l'uomo. Mediò tra il concetto della consustanziazione proposto da Lutero con quella del semplice simbolismo di Zwigli asserendo che «il pane e il vino sono strumenti attraverso i quali entriamo in comunione con la sostanza di Cristo partecipando realmente ai benefici del Dio incarnato». Riguardo alla rilevanza delle opere, secondo Calvino, seguendo la dottrina della predestinazione, queste non contribuiscono alla salvezza dell'uomo ma sono necessarie per conferire gloria a Dio e rispettare la sua volontà. Per il riformatore ginevrino infine, a differenza di Lutero, la Chiesa possedeva la prerogativa di imporre alla società civile la sua moralità, la sua struttura e le sue leggi. Nella sua predicazione, Calvino indirizzò a Roma pesanti accuse per le quali a sua volta venne accusato di essere «il padre di tutte le eresie» mentre i suoi libri venivano messi all'indice da parte dei cattolici. Non mancò nemmeno di scagliarsi contro le altre fedi senza risparmiare nemmeno gli anabattisti, i libertini e i nicodemiti.
Delle posizioni talvolta estreme assunte da Calvino abbiamo due chiari esempi. Il primo riguarda la netta e intransigente posizione assunta dal teologo nel caso di Francesco Spiera, che condannò dopo un attento studio delle fonti bibliche affermando che il nicodemismo fosse un grave peccato e che fosse assolutamente da preferirgli l'eventuale martirio e l'esilio. Il secondo è relativo al suo pieno coinvolgimento nell'esecuzione come eretico di Michele Serveto in cui, secondo lo storico Roland Bainton, «si dimostrò un uomo del Medioevo con una visione monolitica della verità e dell'autorità da imporre a tutti i membri dell'unitario Corpus Christianorum».
Nonostante il duro regime imposto da Calvino, Ginevra divenne una delle capitali del protestantesimo dopo essere divenuta rifugio di molti perseguitati di tutta Europa, attratti dalla possibilità di crearsi qui una nuova esistenza. Tra il 1542 e il 1550 la città vide la sua popolazione quasi raddoppiare. Da qui poi molti si spostarono contribuendo a diffondere il modello calvinista in gran parte del continente. Calvino morì il 27 maggio 1564 e Teodoro di Beza gli successe alla guida della Chiesa ginevrina che, grazie a lui, raggiunse una chiara definizione teologica basata sul predestinazionismo. Nel 1562, con la seconda confessione elvetica la chiesa calvinista aveva assorbito la chiesa zwingliana ma non riuscì mai a realizzarsi in una struttura centralizzata a causa della politica di autonomia perseguita dai cantoni svizzeri.

## Riforma radicale

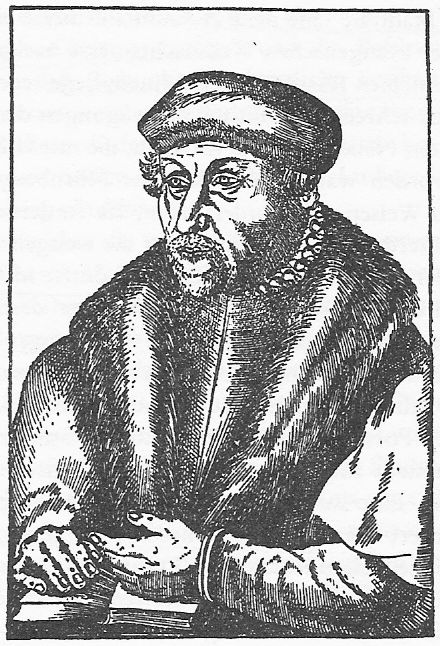
Andrea Carlostadio, riformatore inizialmente seguace di Lutero ma poi distaccatosi per seguire posizioni più radicali

Lo scenario della Riforma fu una vera e propria «fucina di idee» e, sull'onda delle tesi luterane, andarono ad affermarsi alcuni movimenti radicali che, per la loro intransigenza ed estremismo, finirono per allontanarsi dalla linea dei primi riformatori. Il loro scopo non era tanto una semplice riforma della società cristiana del tempo, ma tendenzialmente auspicavano un ritorno al modello di vita descritto dal Vangelo sul piano morale, sociale e anche economico. Per i radicali la necessità di un rinnovamento totale era ben più importante degli aspetti meramente dottrinali delle correnti magistrali. Tali posizioni assunsero nella pratica declinazioni assai diverse facendo nascere una moltitudine di sette, conventicole, gruppi dal pensiero eterogeneo che a fatica possono essere raggruppati in alcuni movimenti più definiti; al loro interno convivevano comunque diverse linee di pensiero. Già verso la fine del 1521 a Wittenberg, alcuni luterani, come Andrea Carlostadio, Zwingli e Melantone, dettero vita a una Riforma dai caratteri più estremi arrivando a cambiare la forma della messa, a distribuire l'eucaristia nelle due specie, e a predicare teorie iconoclaste. I violenti scontri che seguirono obbligarono lo stesso Lutero a fare immediato ritorno in città dal soggiorno presso il castello di Wartburg per richiamare all'ordine e alla pace. Carlostadio fu tra i seguaci di Lutero quello che più da lui si distaccò abbracciando posizioni maggiormente radicali, come la proibizione della musica e dell'arte in chiesa, l'accettazione del matrimonio per il clero, il respingimento del battesimo dei bambini e, forse più importante, la negazione della presenza reale di Cristo nell'Eucaristia.

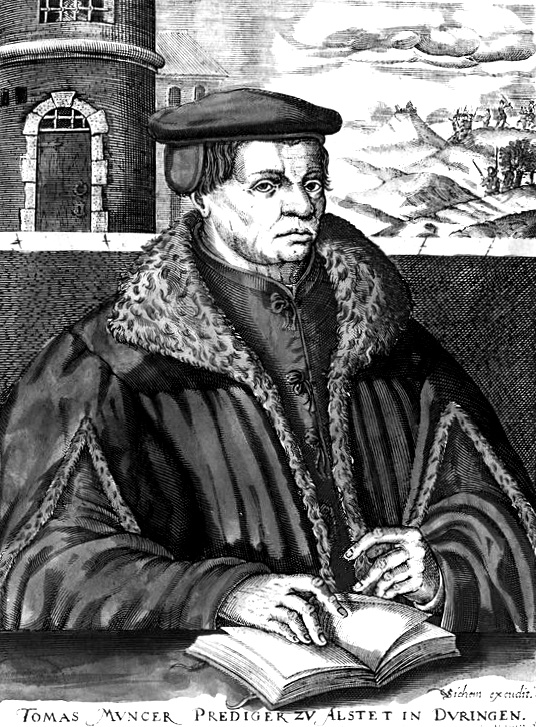
Il pastore protestante Thomas Müntzer, rivoluzionario molto attento agli aspetti sociali della Riforma, fu un capo dei ribelli nella guerra dei contadini tedeschi

Nicolas Storch, un tessitore di Zwickau, aveva iniziato a predicare a seguito di presunte visioni, secondo le quali egli sarebbe stato destinato a combattere la corruzione della Chiesa cattolica raccogliendo un gruppo di seguaci, noti poi come "Profeti di Zwickau". Essi sostenevano la comunione dei beni, la cura dei poveri, l'espropriazione dei monasteri e delle abbazie e, all'occorrenza, la resistenza allo strapotere dei principi; inoltre, rifiutavano il battesimo dei bambini.
Le idee di Storch ebbero una grande influenza sul sacerdote Thomas Müntzer che in seguito si dedicherà a un'intensa attività di propaganda. Inizialmente, Müntzer fu un ammiratore anche di Lutero, ma poi se ne distaccò in quanto giudicava il riformatore agostiniano troppo debole nei confronti dei principi e distante dai bisogni del popolo; contestava inoltre la teoria della giustificazione luterana, che accusava di distogliere gli uomini dall'obbedire ai comandamenti di Dio. Quando nel 1524 scoppiò la rivolta dei contadini, Müntzer si schierò subito dalla parte dei rivoltosi, mentre Lutero condannò l'insurrezione asserendo che «nessuna giustificazione legittimava la rivolta contro l'autorità costituita» e invitando pubblicamente con un opuscolo i principi a soffocare nel sangue la sommossa. Questa evoluzione di Lutero è sintomo di uno smarrimento del riformatore tedesco: di fronte all'anarchia e al caos che si stavano diffondendo in Germania, era assolutamente necessario trovare un principio su cui fondare ordine e stabilità; avendo eliminato il papa e la gerarchia, non restava che lo Stato che potesse dare appoggio alla nuova chiesa fondata da Lutero. La dura repressione che ne seguì portò alla condanna a morte di Müntzer nel 1525.
Gran parte delle idee dei profeti di Zwickau vennero assorbite dagli anabattisti, sorti in Svizzera nel 1525 tra alcuni gruppi di teologi in contrasto con Ulrico Zwingli. Il nome, coniato dai loro nemici (tra essi si chiamavano "Fratelli in Cristo"), derivava dal rifiuto del battesimo dei neonati, un battesimo ricevuto per volontà altrui e per interposta persona. Inoltre, contestavano la transustanziazione, accettavano la poligamia, consideravano il servizio militare e la proprietà privata in contrasto con il messaggio evangelico. Tali connotati sovversivi e radicali causarono al movimento pesanti persecuzioni da parte delle autorità civili e religiose. Fu grazie al riformatore Menno Simons che gli anabattisti olandesi poterono sopravvivere ai tentativi di soppressione; egli li riorganizzò nella Chiesa mennonita, una comunità che si differenziava dagli anabattisti per seguire il principio di non violenza e resistenza passiva, cosa che le permise di godere di una certa tolleranza. In Moravia dagli anabattisti ebbero origine gli Hutteriti, dal nome del predicatore itinerante Jakob Hutter arso vivo a Innsbruck nel 1536. Come alcune comunità anabattiste, anche quelle hutterite si basarono sul principio della comunanza dei beni, ma questo non venne imposto, ma adottato su basi volontarie da tutti i membri.
Correnti riformate radicali, sebbene eterogenee al loro interno, furono lo spiritualismo e l'antitrinitarismo. Gli spiritualisti intendevano vivere la religione come un «percorso di rigenerazione personale indipendente da istituzioni, cerimonie e dottrine ecclesiastiche», che ritenevano essere irrilevanti ai fini del raggiungimento della Salvezza. Il movimento ebbe una diffusione a lungo raggio comprendendo Francia, Germania, Inghilterra, Italia e Paesi Bassi; tra i suoi esponenti vi furono Andrea Carlostadio, Martin Borrhaus, Kaspar Schwenckfeld, Sebastian Franck, Valentin Weigel. La volontà di ritornare alle origini del cristianesimo comportò il rifiuto del dogma della Trinità, considerato un'elaborazione artificiosa posteriore elaborata al soltanto al concilio di Nicea del 326 per motivi in parte politici. Gli antitrinitaristi destarono molte preoccupazioni tra i cattolici, in quanto minavano uno dei capisaldi della dottrina. Nonostante i tentativi per soffocarli, essi trovarono terreno fertile nei Paesi dell'Europa orientale in cui vi era una sostanziale libertà di religione. Cracovia ne divenne la loro capitale e in breve tempo ottennero una pari dignità nei confronti delle altre confessioni cristiane. In Polonia arrivarono ad una sostanziale unitarietà con il movimento dei Sociniani, ma al loro interno continuarono ad essere presenti diverse visioni sulla natura di Cristo.

## Riforma fuori dalla Germania

### Inghilterra: l'indipendenza dell'anglicanesimo

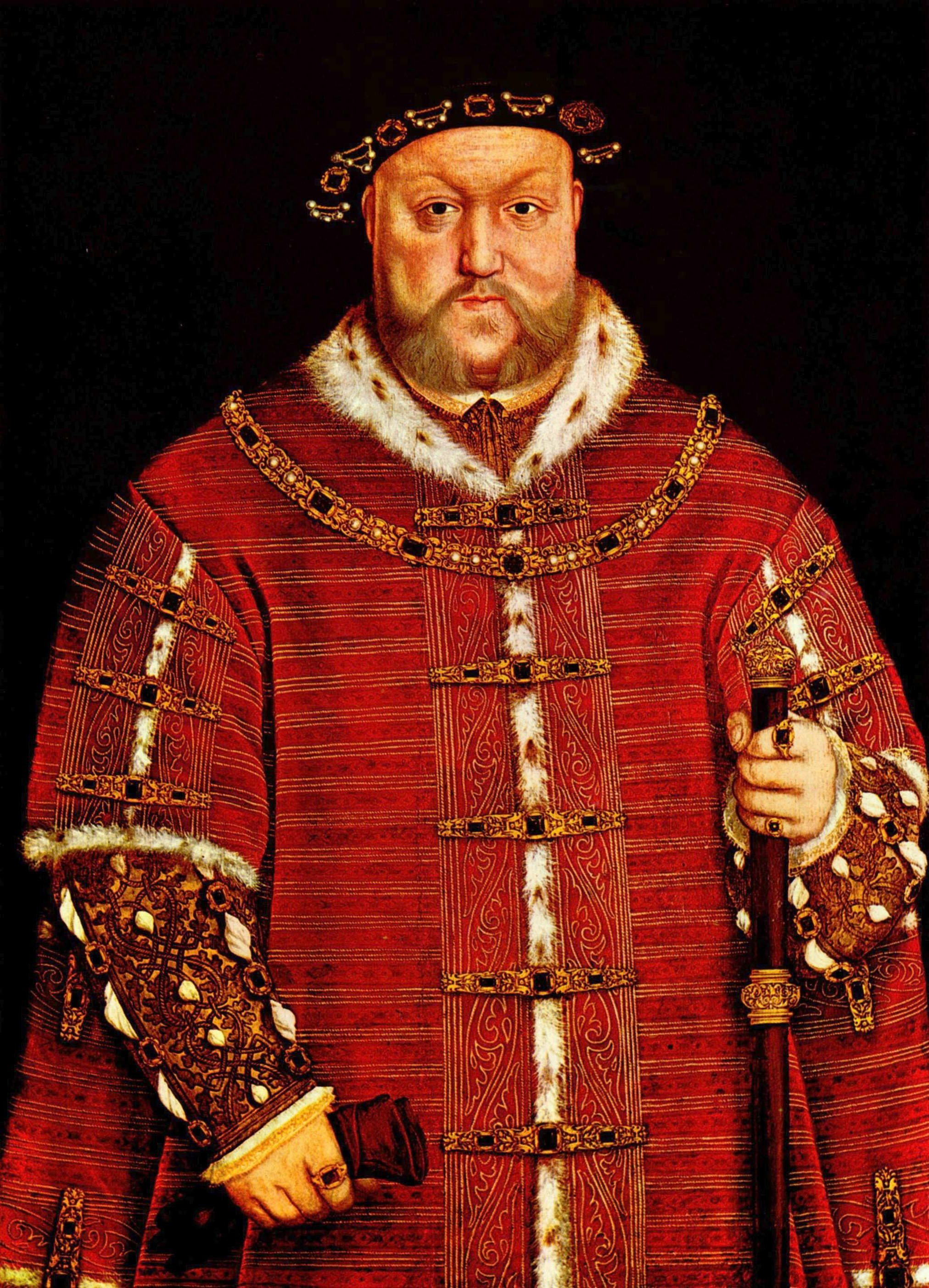
Hans Holbein, Ritratto di Enrico VIII d'Inghilterra

In Inghilterra la rottura con Roma del 1534 non fu dovuta solo alle passioni e alle iniziative di Enrico VIII. Si trattò infatti dell'ultimo atto di un lungo processo, in corso dalla fine del Trecento, che da un lato vedeva aumentare sempre più l'ostilità contro il clero e la gerarchia corrotta, dall'altro tendeva alla costituzione di una Chiesa autonoma dal papa.
La causa scatenante fu comunque il rifiuto del papa Clemente VII di concedere a Enrico la nullità del matrimonio con Caterina d'Aragona, figlia del cattolicissimo re di Spagna e zia dell'imperatore Carlo V. Il diniego portò il re inglese dapprima a farsi proclamare nel 1531 capo della chiesa inglese e, tre anni più tardi, con l'Atto di Supremazia, ad attribuire al sovrano i diritti su essa che prima spettavano al papa di Roma. Di fatto, con l'esclusione del primato del pontefice, tutto il resto dell'antica fede venne mantenuto. Il popolo e la gerarchia inglese accettarono senza troppe obiezioni le decisioni del sovrano, il quale decise anche la soppressione dei monasteri inglesi e la confisca dei beni ecclesiastici per redistribuirli ai nobili e borghesi inglesi. Tuttavia, alcuni critici come il filosofo e cancelliere Tommaso Moro e l'arcivescovo di Londra John Fisher pagarono con la vita la loro opposizione a Enrico. Alla morte del re, la chiesa inglese era sostanzialmente ancora cattolica: era sì in atto uno scisma, ma la fede era ancora quella tradizionale.

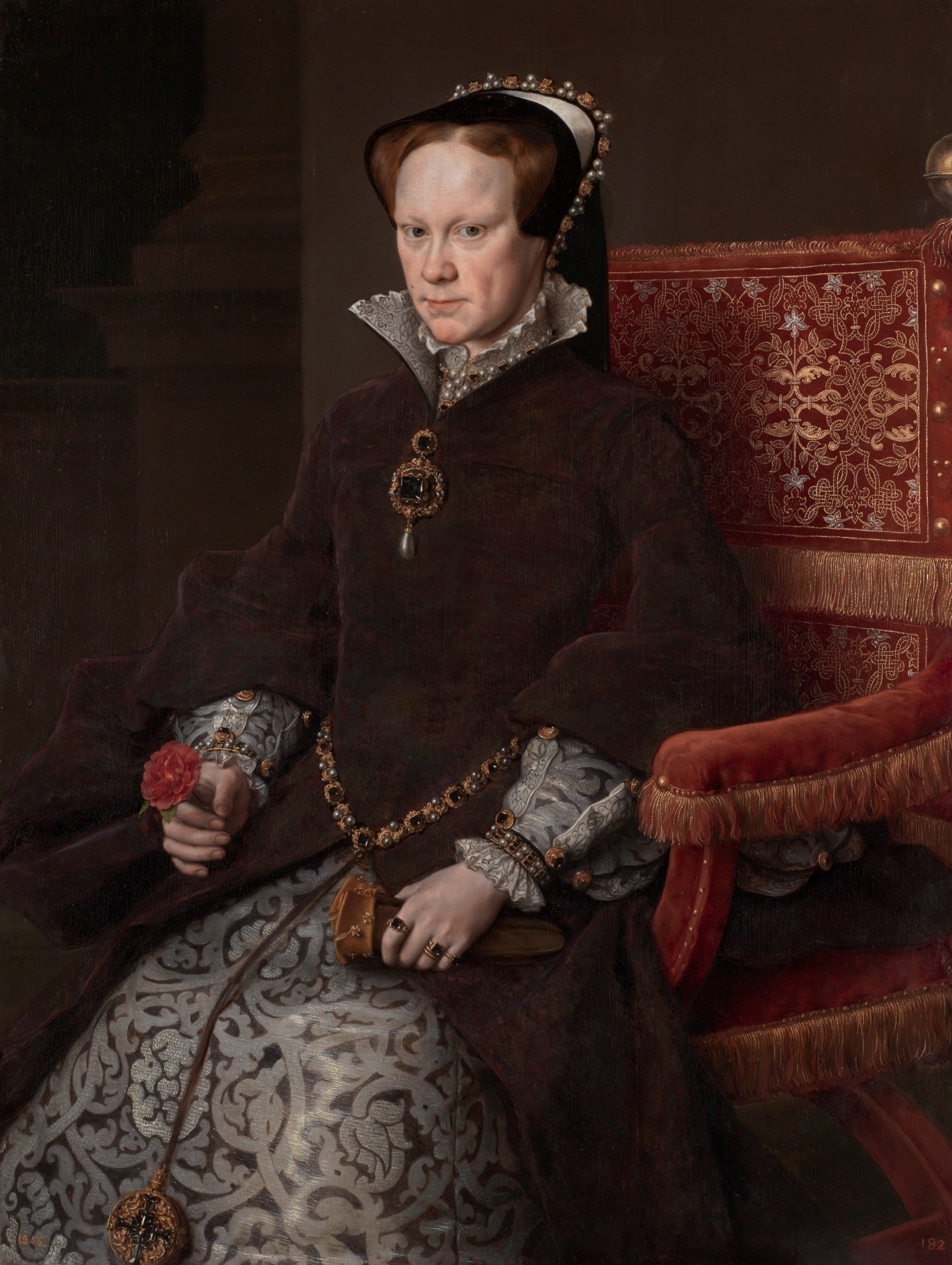
Maria I Tudor, detta "la sanguinaria", ritratta da Anthonis Mor. Sotto il suo regno si tentò, senza successo, di ripristinare il cattolicesimo in Inghilterra

Fu con il figlio e successore di Enrico, Edoardo VI, che vennero introdotte profonde modifiche religiose accogliendo idee luterane e calviniste, cosicché dallo scisma si passò all'eresia. Nel 1549 venne pubblicato un nuovo rituale liturgico, il Book of Common Prayer, di stampo protestante, e nel 1553 una professione di fede di tendenze calviniste circa la dottrina eucaristica. Con il regno di Maria I, figlia di Enrico VIII sempre rimasta fedele al cattolicesimo, si assistette a un tentativo di restaurazione dell'antica fede a cui contribuì il cardinale Reginald Pole. Nonostante gli sforzi, Maria non riuscì a guadagnarsi il favore popolare, cui pose rimedio con la condanna a morte di decine di oppositori, guadagnandosi presso i protestanti il soprannome di "Maria la sanguinaria". Il tentativo di ripristino del cattolicesimo terminò con la sua morte avvenuta nel 1558.
Le succedette la sorellastra Elisabetta I (1558-1603), nemica del Papato e della Spagna e favorevole a un'Inghilterra libera e indipendente da autorità esterne di qualsiasi tipo. Nel 1559 venne promulgata la legge che riconosceva la regina "supremo governatore della Chiesa d'Inghilterra" e che impose agli ecclesiastici un giuramento di fedeltà. Fino al 1570 i cattolici inglesi godettero di una certa tolleranza ma il 25 febbraio di quell'anno, papa Pio V scomunicò e depose la regina con la bolla Regnans in Excelsis, in forza della concezione medievale del potere della Santa Sede sui sovrani. In quegli anni iniziarono le persecuzioni dei cattolici irlandesi, mentre l'atteggiamento della regina verso i numerosissimi cattolici inglesi fu più sfumato ed essenzialmente tollerante. Solo dopo il 1610, sia per il clima di reciproco odio religioso, sia per il sedimentarsi nella coscienza collettiva della guerra con la Spagna come di una guerra con i "papisti" iniziò una vera discriminazione aperta verso i gruppi cattolici, che oltretutto erano sempre più minoritari. Ad ogni modo, la "vera" riforma inglese fu soprattutto relativa ai dibattiti iniziati nel Seicento, dapprima tra arminiani e puritani, poi, durante anche le guerre civili, tra decine di confessioni differenti, e tutte ugualmente ostili alla Chiesa cattolica. Nonostante la ferma politica religiosa di Elisabetta l'Irlanda rimase a maggioranza cattolica, così come non rinnegò il proprio credo parte della piccola nobiltà inglese.

### Scozia

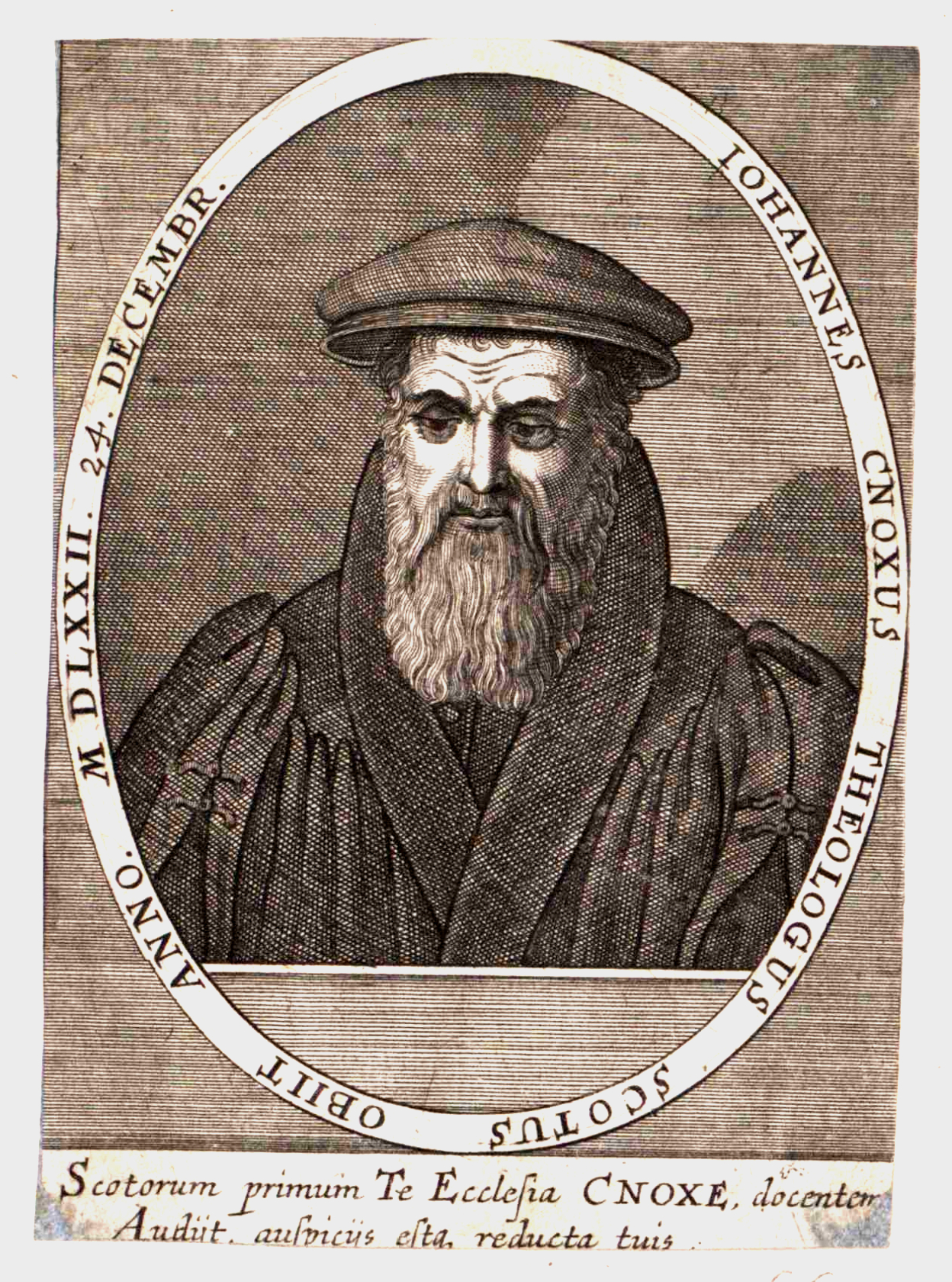
John Knox

Sebbene agli inizi del XVI secolo la Scozia fosse un paese fortemente cattolico, già da tempo parte della popolazione più istruita aveva manifestato un disagio verso la dottrina tradizionale, ricercando invece un'esperienza religiosa maggiormente spirituale e personale. Quando la Riforma scoppiò in Germania, però, pochi scozzesi vi aderirono con la volontà di rompere completamente con Roma. Le cose cambiarono quando nel 1531 Enrico VIII d'Inghilterra aveva dato vita alla Riforma inglese. Inizialmente re Giacomo V di Scozia aveva risposto ambiguamente alla diffusione del protestantesimo nel suo paese, convinto di poter così trattare con il papa in una posizione di favore, ma quando le idee riformistiche iniziarono a dilagare intraprese energici sforzi per combatterle. Nel 1547 il teologo John Knox, esponente della chiesa riformata scozzese, venne catturato insieme ad alcuni ribelli presso il castello di St. Andrews e portato in Francia. Dopo il suo rilascio avvenuto due anni più tardi, si trasferì in Inghilterra, dove fu dapprima parroco a Berwick-upon-Tweed, poi a Newcastle-upon-Tyne e infine cappellano alla corte di Edoardo VI, dove partecipò all'elaborazione della seconda edizione del Book of Common Prayer rifiutando successivamente di ottenere cariche ecclesiastiche di maggior rilevanza.
La salita al trono di Inghilterra della cattolica Maria I nel 1553 costrinse Knox, come molti altri protestanti, a fuggire nell'Europa continentale (esuli mariani). Egli trovò rifugio dapprima a Dieppe, quindi a Zurigo, Ginevra e Francoforte sul Meno dove si occupò di predicare a favore della comunità inglese di rifugiati. Tuttavia i conflitti sorti in seno a questa comunità portarono all'espulsione di Knox, che dovette riparare nel 1555 nuovamente a Ginevra dove poté osservare come fosse stata lì soppressa l'opposizione critica a Calvino. Knox rimase impressionato da tali imposizioni politiche e da come l'ordine fosse stato stabilito in seguito, definendola la «più perfetta scuola di Cristo sulla terra fin dai tempi degli apostoli». Divenne in quel contesto pastore della comunità inglese di rifugiati di Ginevra, plasmando la sua teologia su quella di Calvino. Nel maggio 1559 fece ritorno in Scozia e venne eletto parroco della cattedrale di Sant'Egidio, a Edimburgo. Qui fu uno dei maggiori avversari dell'instabile regno della reggente Maria di Guisa e lavorò alacremente per costruire un'organizzazione protestante in Scozia. Con la confessione di fede scozzese del 1560, di cui Knox fu uno degli autori principali, il Parlamento scozzese introdusse la Riforma nel paese.

### Tolleranza nei Paesi Bassi

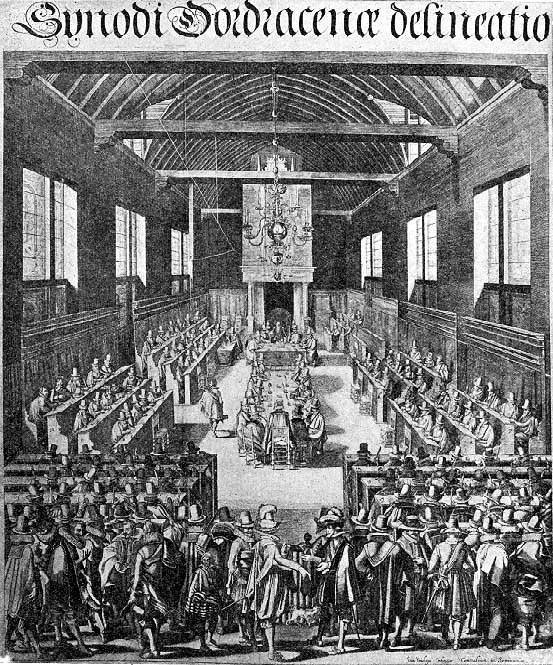
Stampa rappresentante il Sinodo di Dordrecht convocato nel 1618-1619 al fine di comporre una seria controversia sollevata nelle chiese olandesi dal sorgere dell'arminianesimo

Fin dai primi tempi, la Riforma ebbe una forte penetrazione nei Paesi Bassi e in particolare il calvinismo, divenuto maggioritario nel nord della regione. Il luteranesimo rimase invece più presente nelle zone confinanti con la Germania. Anche l'anabattismo trovò un buon riscontro, soprattutto grazie all'azione del riformatore Menno Simons. Rimanevano cattoliche le zone più a sud, mentre minoranze ebraiche, armene e greche erano presenti nelle città portuali. A tale variegata situazione, l'imperatore Filippo II di Spagna rispose con una politica accentratrice e assolutista che mirava anche all'imposizione del cattolicesimo come unica religione tollerata. L'intervento di Filippo, tuttavia, fu fallimentare e anzi contribuì a creare un'identità nazionale innescando nel 1566 la cosiddetta rivolta dei pezzenti (poi evolutasi nella guerra degli ottant'anni) che culminò in una ondata iconoclasta conosciuta come beeldenstorm. Focalizzata sull'ottenimento dell'autonomia e della libertà religiosa, i moti di ribellione si conclusero solo con l'indipendenza della Repubblica delle Sette Province Unite.
Il capo della rivolta, il principe Guglielmo I d'Orange, fu l'artefice dell'Unione di Utrecht, con la quale non solo vennero ratificate le province desiderose di separarsi dai Paesi Bassi spagnoli, ma venne anche stabilita la libertà religiosa, di istruzione e di accesso alle cariche pubbliche sia per cattolici sia per protestanti. Nell'articolo 13 del trattato venne sancito il divieto di qualsiasi persecuzione per motivi religiosi: fu la prima volta che in Europa si ebbe una disposizione di tale tenore. Ogni provincia poteva, comunque, decidere quale fosse la sua fede ufficiale. Un tale clima di tolleranza fu propizio per la diffusione della cultura, delle scienze, dei dibattiti teologici e della stampa di libri. Molti furono gli intellettuali che trovarono nella regione l'ambiente ideale per le proprie attività intellettuali e questo fu certamente uno dei fattori che portarono al cosiddetto "secolo d'oro olandese".
Nel 1618-1619 il Sinodo di Dordrecht, convocato dalla chiesa riformata olandese per far fronte a una situazione instabile, rafforzò l'ortodossia riformata nei Paesi Bassi ma il regime tollerante e pluralistico non andò comunque in crisi. Il calvinismo, in un'accezione moderata, divenne la religione predominante ma a cattolici, mennoniti e luterani fu sempre concesso di celebrare, seppur privatamente, il proprio culto e di fare proselitismo.

### Nell'Europa del Nord
Nei paesi scandinavi la Riforma fu decretata per lo più dai rispettivi sovrani. Nel 1527, a seguito della dieta di Västerås, il re di Svezia Gustavo I Vasa aderì alla riforma luterana, confiscò i beni ecclesiastici e si fece riconoscere capo della Chiesa nazionale. Laurentius Andreae e Olaus Petri furono tra le più eminenti personalità che permisero l'attuazione delle riforma. In Finlandia, all'epoca sotto il dominio svedese, nel 1550 Michele Agricola, che precedentemente aveva studiato con Lutero e Melantone a Wittenberg, divenne vescovo luterano di Turku dove introdusse il credo evangelico. In Danimarca e Norvegia, il re Cristiano III di Danimarca adottò il luteranesimo come religione di Stato (Chiesa di Danimarca) dopo il sanguinoso colpo di Stato del 12 agosto 1536 (i cui metodi furono biasimati da Martin Lutero). Il luteranesimo fu poi da lui esteso anche all'Islanda (Chiesa nazionale d'Islanda): in parte già nel 1541, quando il vescovo cattolico di Skálholt fu catturato dalle forze danesi, e totalmente dopo il 1550, in seguito alla decapitazione dell'ultimo vescovo cattolico, Jón Arason.

### Italia

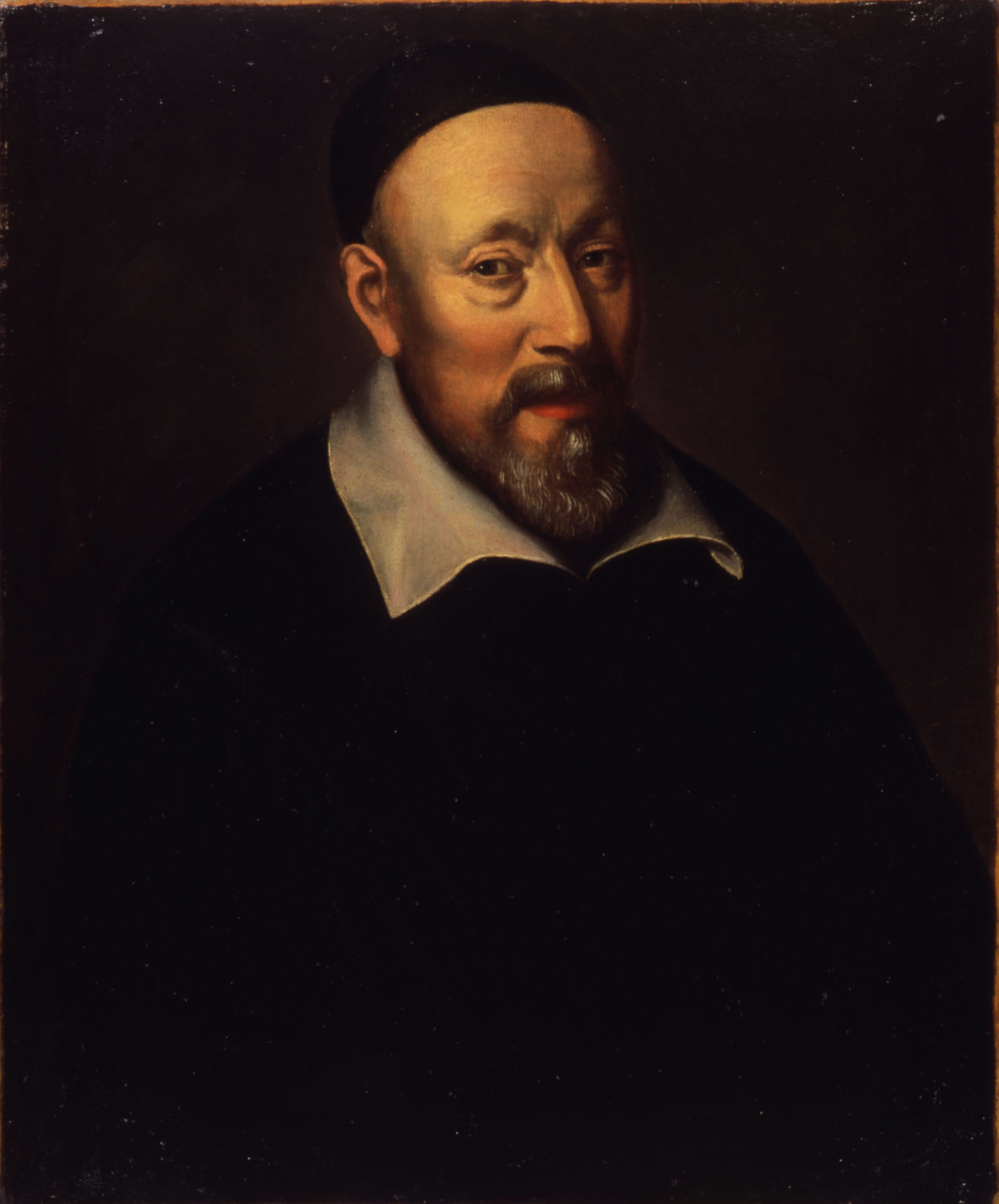
Il teologo Giovanni Diodati, nel 1607 tradusse la Bibbia

La Repubblica di Venezia, e in particolare il suo fondaco dei Tedeschi, fu la porta di ingresso per la Riforma in Italia. Qui, le idee di Lutero poterono trovare un governo tollerante e un'avviata industria tipografica che permise la copia di molti suoi scritti che poi si diffusero in tutta la penisola in segreto insieme a quelli di Bucer, Melantone, Zwingli, Calvino e molti altri riformatori. Ampia diffusione ebbe anche la cosiddetta riforma radicale, in particolare le idee degli spiritualisti e di Juan de Valdés. L'anabattismo si attestò nelle regioni di nord-est, e in particolare a Padova, dopo essere giunto oltralpe in occasione della rivolta contadina di Michael Gaismair.
Le comunità riformate operavano in clandestinità o al massimo in semi-clandestinità, e per sopravvivere dettero vita a una ben radicata e organizzata rete di coperture e aiuti. I riformisti italiani non recepirono le idee provenienti dal nord passivamente ma, al contrario, le rielaborarono dando vita a movimenti autonomi spesso caratterizzati da un acceso radicalismo. La diffusione del riformismo avvenne in tutta la penisola e fu un fenomeno socialmente trasversale, coinvolgendo uomini e donne di qualsiasi ceto compresi gli appartenenti all'alto e basso clero. La stampa giocò un ruolo fondamentale per la circolazione delle dottrine riformate; determinante per la diffusione della fede evangelica in Italia è stata la traduzione della Bibbia di Giovanni Diodati.
Inizialmente la risposta della Chiesa di Roma alla diffusione della Riforma in Italia fu sostanzialmente blanda, in quanto nei suoi stessi vertici serpeggiava una certa propensione per una riforma del cattolicesimo e, inoltre, vi era ancora la speranza di poter arrivare ad un compromesso che riavvicinasse le posizioni e sanasse la frattura. Le cose tuttavia mutarono quando, vista la crescente diffusione delle idee protestanti, il 21 luglio 1542 papa Paolo III emanò la costituzione Licet ab initio, con la quale fu istituita la Santa Inquisizione Romana con lo scopo di proteggere l'ortodossia. Inoltre i lavori del concilio di Trento, convocato sempre da Paolo III nel 1545, mostrarono subito quanto fosse impossibile giungere ad una mediazione con i Protestanti nonostante gli auspici dello stesso pontefice, in particolare quando i padri conciliari vollero ribadire l'importanza della Tradizione nella lettura della Bibbia e la dottrina della Salvezza per opere e fede, sconfessando così i cardini teologici della proposta luterana.

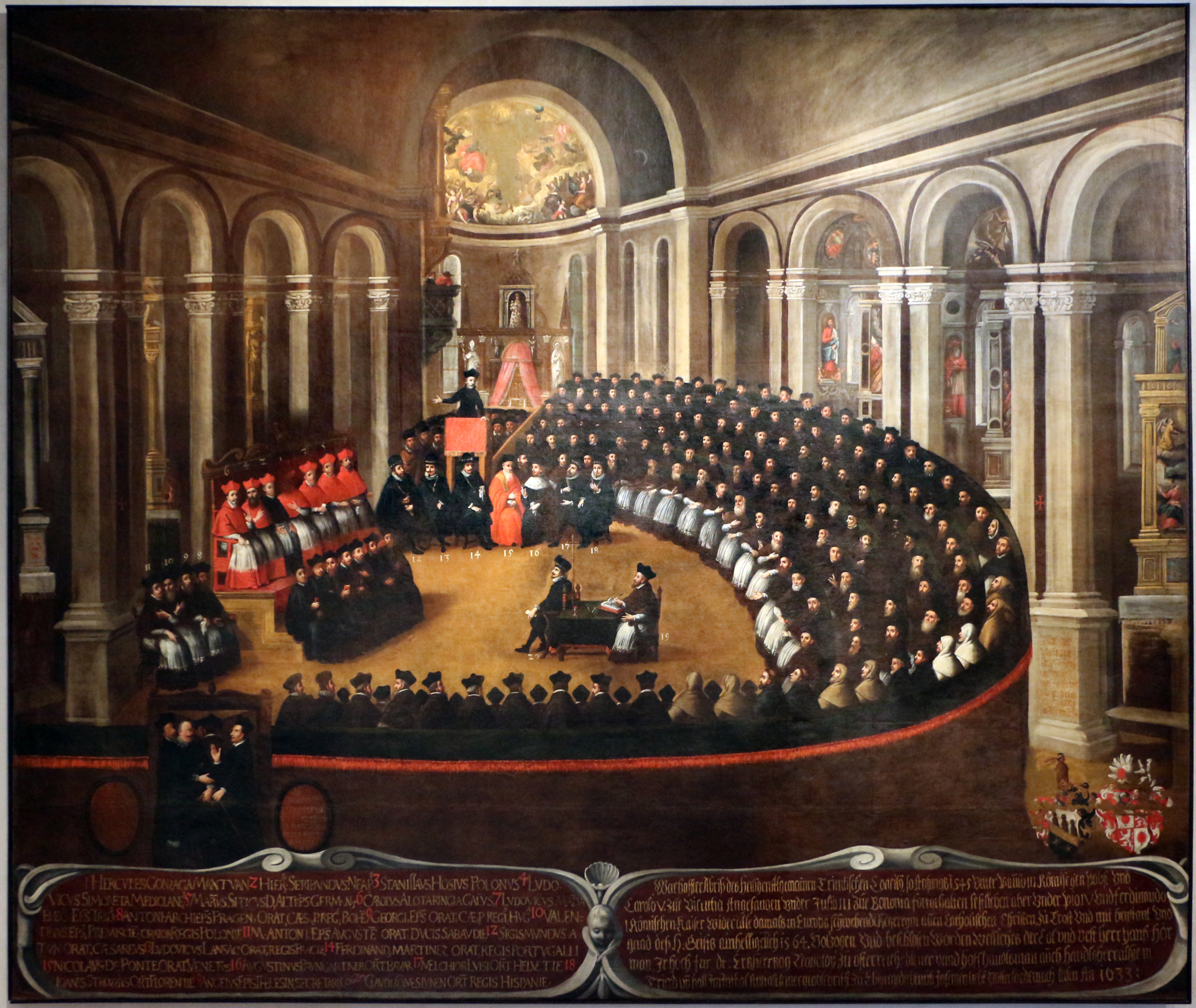
Sessione del concilio di Trento. Il concilio fallì nel tentativo di ricomporre la frattura tra cattolici e protestanti e contribuì a dare avvio alla cosiddetta "controriforma".

La repressione contro i Protestanti si aggravò con il successore del moderato Paolo III, Gian Pietro Carafa (Paolo IV), già a capo dell'Inquisizione romana e nota per la sua intransigenza contro coloro che erano considerati degli eretici. Sotto di lui venne istituito l'Indice dei libri proibiti in cui, tra gli altri testi, vi erano elencate 45 edizioni proibite della Bibbia, oltre a tutte le Bibbie nelle lingue volgari, in particolare le traduzioni tedesche, francesi, spagnole, italiane, inglesi e fiamminghe. La politica di Carafa fu continuata dai suoi successori Pio V e Sisto V, anche loro con un passato da inquisitori; al contrario, Pio IV si dimostrò più tollerante.
Con la chiusura del Concilio di Trento e con la definitiva condanna di posizioni altrimenti moderate e, quindi, con la conseguente posizione intransigente dalla Chiesa, un numero abbastanza elevato di intellettuali e di rappresentanti ecclesiastici emigrarono in altri paesi dove tentarono di professare più o meno liberamente la loro fede. Fra questi è da ricordare l'antitrinitario Lelio Sozzini, anche per il fatto di aver dato nome a un movimento. L'esilio di molti italiani oltralpe contribuì comunque alla crescita delle comunità del nord. Chi restava in Italia, invece, si vide costretto ad aderire a posizioni nicodemite, cioè a professare il proprio credo religioso interiormente ma ad apparire, esternamente, come un cattolico per non essere soggetto a persecuzioni. Un esempio fu Renata di Francia presso la corte degli Estensi. Alcune tracce di riformismo rimasero comunque nei ceti più alti, benché relegate nella segretezza, ma in generale «una pesante coltre di controriforma religiosa calò sull'Italia sino all'età dei lumi».

### Francia

#### Diffusione del protestantesimo

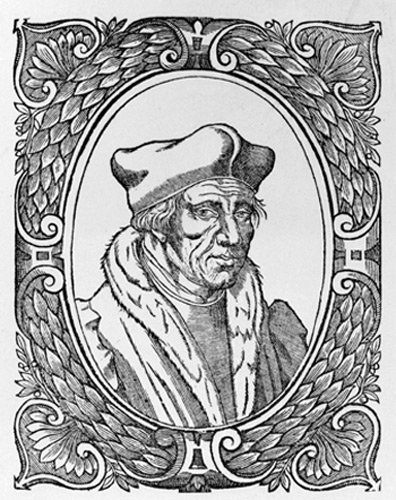
Jacques Lefèvre d'Étaples fu grazie a lui che la Riforma arrivò in Francia

La figura chiave della precoce diffusione della Riforma nel Regno di Francia è da ricercarsi nell'umanista e traduttore della Bibbia Jacques Lefèvre d'Étaples. Egli, a partire dal 1519, raccolse intorno a sé un gruppo di teologi che discussero le tesi di Lutero per poi adottarne la dottrina. Inizialmente il re Francesco I di Francia tollerò tali iniziative riformistiche sia per coerenza con la sua volontà di essere un sovrano rinascimentale sostenitore della cultura, sia per le richieste dell'amatissima sorella Margherita d'Angoulême. Inoltre, per un certo tempo considerò il luteranesimo persino politicamente utile, poiché era causa della ribellione di molti principi tedeschi contro il suo nemico Carlo V. Tuttavia fu proprio l'inasprirsi dei conflitti con l'imperatore a spingerlo a cambiare politica al fine di ottenere il sostegno del pontefice nel difficile teatro italiano, ma comunque senza eccedere con la repressione per non inimicarsi del tutto i principi protestanti tedeschi.
Le cose cambiarono radicalmente in seguito al "caso dei manifesti" in cui, nella notte del 17 ottobre 1534, apparvero per le strade di Parigi e di altre grandi città delle affissioni contro il credo cattolico riguardo all'eucaristia. I cattolici più ferventi furono indignati dalle accuse scritte e lo stesso Francesco iniziò a ritenere il movimento protestante come un complotto contro di lui; di conseguenza iniziò a perseguitare i suoi seguaci. I protestanti vennero incarcerati e giustiziati in tutto il paese, tanto che in alcune aree interi villaggi furono distrutti. La stampa venne censurata e i principali riformatori protestanti, come Giovanni Calvino, furono costretti all'esilio; tali persecuzioni contarono presto migliaia di morti e decine di migliaia di senzatetto. Riparato a Ginevra, Calvino poté comunque continuare nella sua opera di plasmare il protestantesimo francese.
La repressione continuò con il figlio di Francesco, Enrico II, ma senza tuttavia cogliere particolari successi, tanto che alla sua prematura morte il calvinismo era oramai diffuso in tutta la Francia; gli ugonotti, ovvero i protestanti francesi, ormai annoveravano tra i propri fedeli una buona parte dell'aristocrazia cittadina, e il paese si trovò di fatto diviso in due.

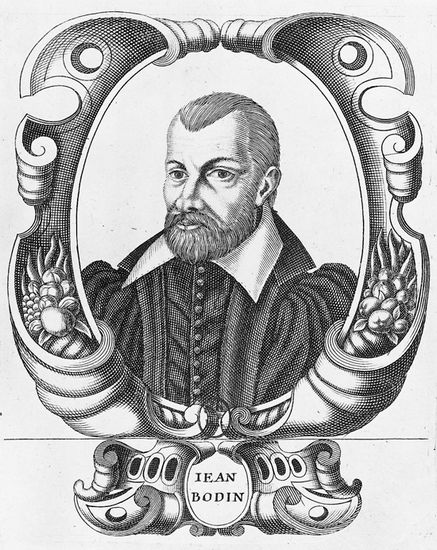
Il filosofo Jean Bodin si schierò per la tolleranza tra diverse religioni

#### Periodo delle guerre di religione

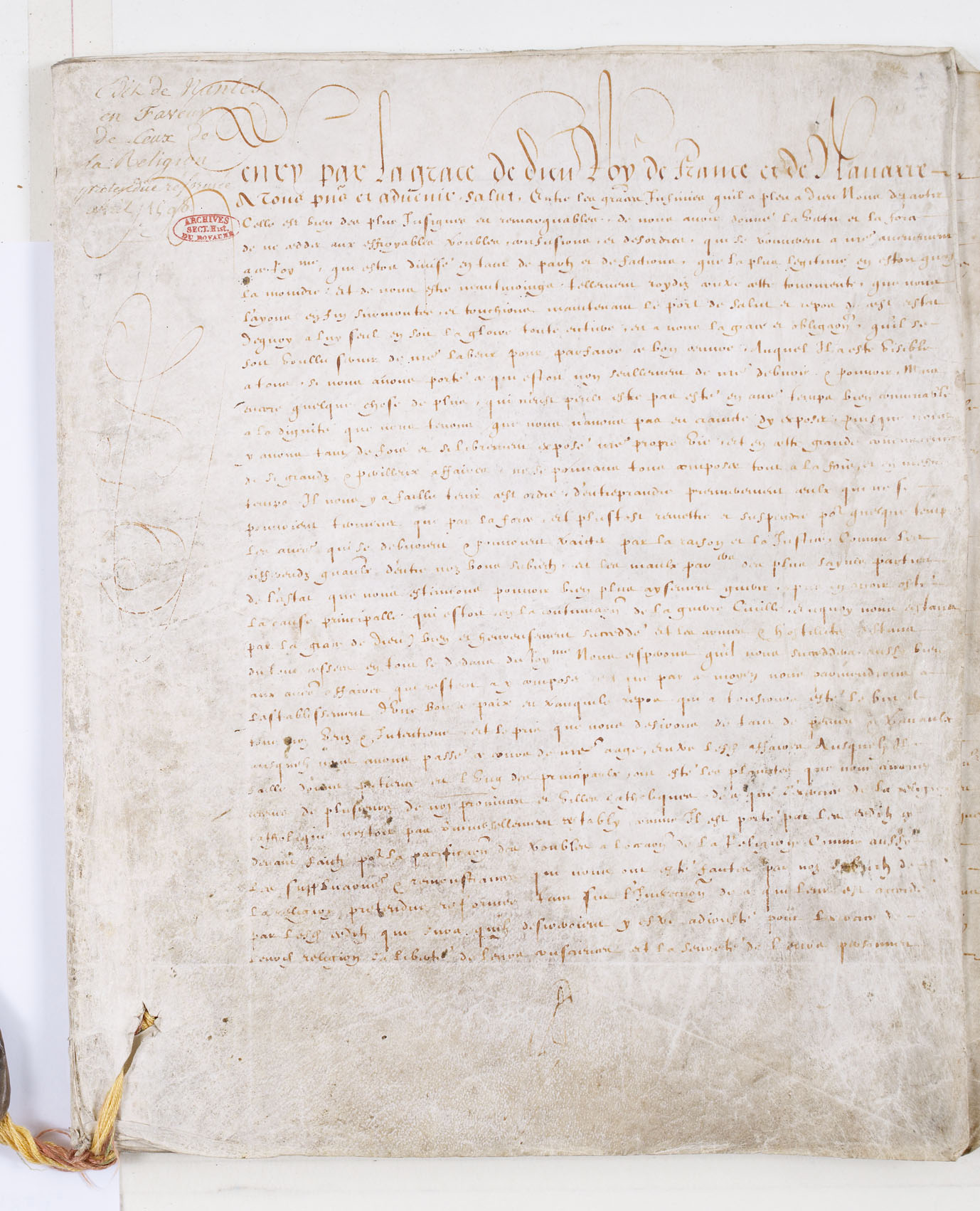
L'editto di Nantes con cui si mise fine alle guerre di religione francesi

L'instabile situazione precipitò durante la reggenza di Caterina de Medici quando ebbero inizio sanguinosi scontri tra la fazione cattolica e quella ugonotta. Ogni fazione poté contare sul sostegno indiretto da parte delle altre potenze europee: Spagna e papato per i cattolici, mentre Elisabetta d'Inghilterra, Ginevra e i principi tedeschi erano a favore degli ugonotti.
Con la Francia nel caos, molte furono le voci che si alzarono per tentare di giungere a una pace nel segno dell'irenismo. Un tentativo in questo senso venne fatto nel 1562 con l'editto di Saint-Germain-en-Laye con cui veniva concessa, entro certi limiti, la libertà di culto ai nobili ugonotti seppur ribadendo il cattolicesimo come religione ufficiale del regno. L'editto trovò molte opposizioni, poiché molti ritenevano che l'unità del regno fosse imprescindibile dall'unità religiosa; in particolare gli esponenti della casa dei Guisa, leader della fazione cattolica, risposero con la strage di Wassy del 1º marzo durante la quale vennero massacrati un numero imprecisato di ugonotti. Essa fu l'evento che scatenò le guerre di religione francesi e che insanguinarono il paese fino alla fine del secolo.
Il conflitto, contrassegnato da assassini, scontri armati e atti terroristici, fu intervallato da alcuni momenti di pace come quello che seguì la proclamazione dell'editto di Amboise del 1563. La notte di san Bartolomeo del 1572 fu il culmine della repressione antiriformista in Francia, che contò l'uccisione di circa 10 000 protestanti. Alla morte del re Enrico III la guerra divenne anche conflitto dinastico; la cosiddetta guerra dei tre Enrichi si concluse con la salita al trono di Enrico di Navarra, capo della fazione protestante che diventato re si convertì al cattolicesimo. Nel 1598 Enrico IV emanò l'editto di Nantes, con il quale si poneva fine alla guerra religiosa «instaurando in Francia un sistema bi-confessionale»; l'editto «rappresentò una tappa fondamentale verso la deconfessionalizzazione del potere pubblico, avviando il confinamento della religione nella sfera privata».

### Spagna e Portogallo

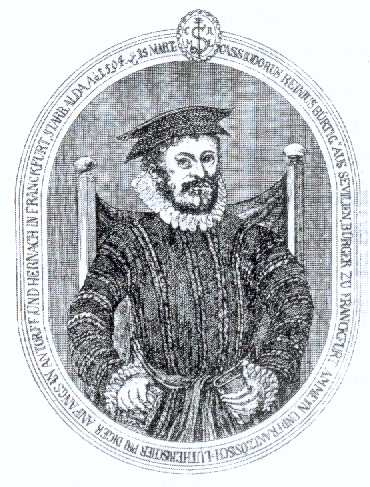
Casiodoro de Reina, primo traduttore della Bibbia in spagnolo

I primi scritti di Erasmo da Rotterdam e di Martin Lutero arrivarono nelle città portuali della penisola iberica via nave e furono letti con vibrante interesse da nobili colti e monaci. Tuttavia, la Riforma non riuscì ad affermarsi poiché i Gesuiti e l'Inquisizione spagnola furono in grado di combattere ed estinguere con successo tutti gli sforzi riformatori, sia immediatamente sia durante il periodo della Controriforma. Le prime accuse contro i riformatori furono depositate a Valencia nel 1524 e il teologo riformista Juan de Valdés dovette fuggire a Roma nel 1531. Nel 1543 Francisco de Enzinas tradusse il Nuovo Testamento in lingua spagnola, mentre, nel 1557, il monaco Casiodoro de Reina, che apparteneva all'ordine dei gerolamini stabilitisi nei pressi di Siviglia, riparò a Ginevra dove tradusse l'intera Bibbia in spagnolo, detta Bibbia dell'orso, poi stampata a Basilea nel 1569. A partire dal 1582, Cipriano de Valera iniziò una revisione della traduzione che venne stampata ad Amsterdam nel 1602 per poi incorrere in ulteriori revisioni e ristampe. Nel 1559 diversi evangelici furono condannati alla morte sul rogo sia a Valladolid sia a Siviglia. Si stima che un totale di circa 1 000 protestanti siano stati rintracciati dall'Inquisizione e 100 di loro siano stati messi a morte.

### Austria e Europa orientale

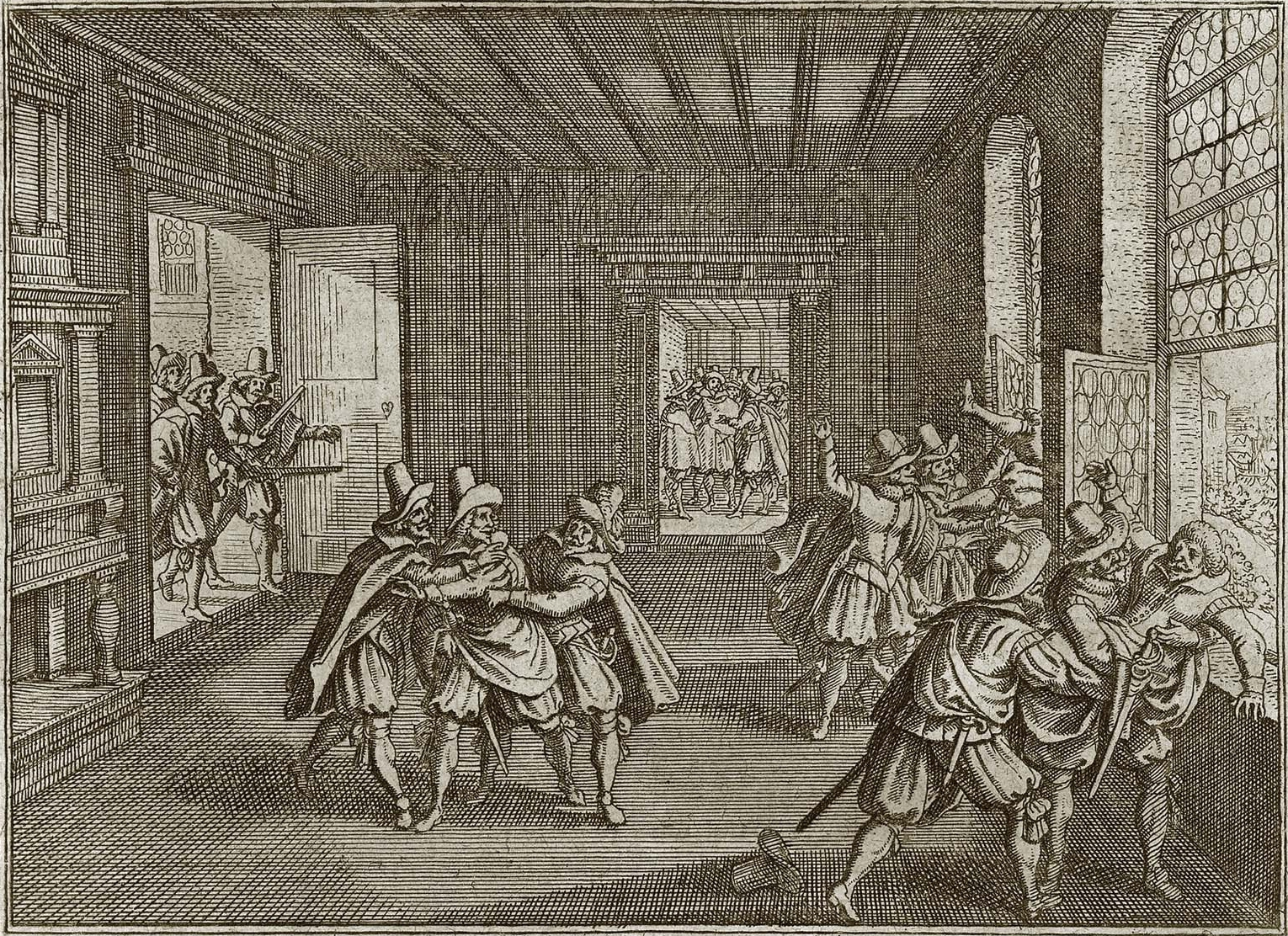
La defenestrazione di Praga, evento che dette inizio alla guerra dei Trent'anni

Nel XVI secolo nei territori della monarchia asburgica (circa le attuali Austria, Ungheria e Repubblica Ceca) il cattolicesimo stava attraversando un periodo di difficoltà, circostanza che favorì così la diffusione delle correnti riformiste sia radicali che non. Ciò era dovuto in gran parte alla decisa promiscuità religiosa tipica di quelle terre, in particolare in quelle più orientali, da sempre caratterizzate dalla presenza di comunità, seppur minoritarie, di cristiani ortodossi, ebrei, ussiti e musulmani; inoltre l'influenza della tolleranza religiosa presente nel confinante impero ottomano sicuramente ebbe il suo peso. Tale situazione venne sfruttata dai principi per ritagliarsi una certa autonomia dalla famiglia degli Asburgo: venendo meno l'unità religiosa era più facile anche mitigare l'accentramento del potere su Vienna e pertanto gli aristocratici della Boemia, della Moravia e dell'Ungheria imperiale presero spesso le parti delle minoranze religiose e in particolar modo di quelle luterane e calviniste. Il risultato fu un sostanziale regime di pacifica convivenza tra le varie confessioni.
D'altronde, la necessità di poter contare sulla fedeltà dei propri sudditi fece sì che i vari imperatori asburgici scegliessero una via conciliante nonostante non avessero mai messo in discussione la loro fedeltà a Roma. Ferdinando I d'Austria fu promotore di una politica di restaurazione del cattolicesimo, per la quale si avvalse dell'aiuto dei gesuiti, ma nella pratica si dimostrò sempre moderato per non perdere il sostegno dei suoi principi. Il successore Massimiliano II sostenne l'irenismo, progettando un grande impero cristiano con capitale Vienna e nel 1568 emise un decreto di tolleranza con cui permetteva il culto luterano in tutta l'Austria, percorrendo così «una piccola tappa del lungo processo di secolarizzazione europea». Nel 1609 Rodolfo II fu artefice di una sostanziale libertà religiosa in tutto l'impero che ebbe ripercussioni positive nello scenario culturale del paese. Le cose cambiarono con i sovrani successivi: la politica intransigente di Mattia e Ferdinando II portarono al celebre episodio della defenestrazione di Praga che fece scoppiare la sanguinosa guerra dei Trent'anni, sconvolgendo l'Impero. Gabriele Bethlen principe protestante di Transilvania e il conte Thurn in Boemia cercarono senza successo di impadronirsi di Vienna.
Simile fu la situazione che si riscontrò nella Confederazione polacco-lituana, dove il contesto pluriconfessionale del cinquecento scomparve nel secolo successivo. Già prima che la Riforma divampasse in Germania nel vasto territorio con capitale Cracovia vi erano una moltitudine di confessioni che convivevano pacificamente. Il re Sigismondo II Augusto di Polonia era un convinto irenista e fautore della separazione della sfera politica da quella religiosa, mentre la Confederazione di Varsavia firmata nel 1573 fu uno dei primi atti formali in Europa a concedere libertà religiose. In questo clima Cracovia divenne una delle capitali del rinascimento grazie alle sue università, ai suoi commerci e alla sua vibrante vita intellettuale. Le cose mutarono con l'elezione di Sigismondo III di Polonia, che adottò una politica controriformista, istituzionalizzando il cattolicesimo quale religione di stato e ridimensionando le comunità riformate.

### Paesi baltici

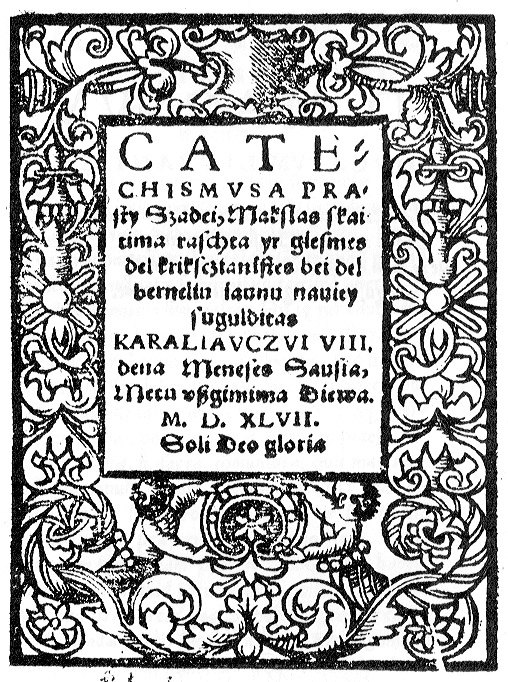
Copertina del primo libro lingua lituana, il Catechismo dalle Semplici Parole. Fu scritto nel 1547 da Martynas Mažvydas, un pastore protestante della Samogizia

L'introduzione della Riforma protestante in area baltica si dovette ad Alberto di Hohenzollern, ultimo Gran maestro dell'Ordine teutonico, convertitosi al luteranesimo attorno al 1522-1523. Nel 1525 sciolse lo Stato dei Cavalieri teutonici in cambio dell'investitura a duca di Prussia da parte del re Sigismondo I di Polonia. L'omaggio prussiano fu estremamente importante perché sancì la nascita della prima entità politica ad adottare come religione di stato il luteranesimo. Alberto di Hohenzollern fece della capitale Königsberg un centro di diffusione delle idee protestanti, grazie anche alla fondazione dell'Università Albertina nel 1544.
Il pensiero di Lutero e di Calvino raggiunse presto anche il più meridionale dei Paesi baltici, la Lituania. Fu proprio la Riforma a gettare le condizioni ideali per la realizzazione di quello che è il primo libro scritto in lingua lituana di cui si ha conoscenza, il Catechismo dalle Semplici Parole del pastore protestante Martynas Mažvydas. Si trattava di «un abbecedario elementare per l'apprendimento del lituano», ma l'opera conteneva pure alcuni canti religiosi. Dopo un periodo in cui il protestantesimo si era diffuso in vari strati della società e con discreta fortuna, la Lituania reagì alle conversioni avvenute durante il Cinquecento, complice la scarsa organizzazione generale del clero protestante nella regione e le conseguenze dell'Unione di Lublino del 1569, la quale aveva associato la Lituania alla cattolica Polonia.
Più duraturo fu l'effetto della Riforma nelle moderne Estonia e Lettonia, all'epoca facenti parte della Confederazione livoniana e dunque sotto il controllo dell'ordine cavalleresco dei livoniani. Nel 1561 il Gran maestro Gottardo Kettler decise di convertirsi al luteranesimo e secolarizzò i suoi possedimenti, cedendoli alla Confederazione polacco-lituana e ricevendo in cambio il titolo di duca di Curlandia e Semigallia; a seguito di tale evento, la Riforma attecchì gradualmente nei Paesi baltici settentrionali.

## Conseguenze ed effetti della Riforma

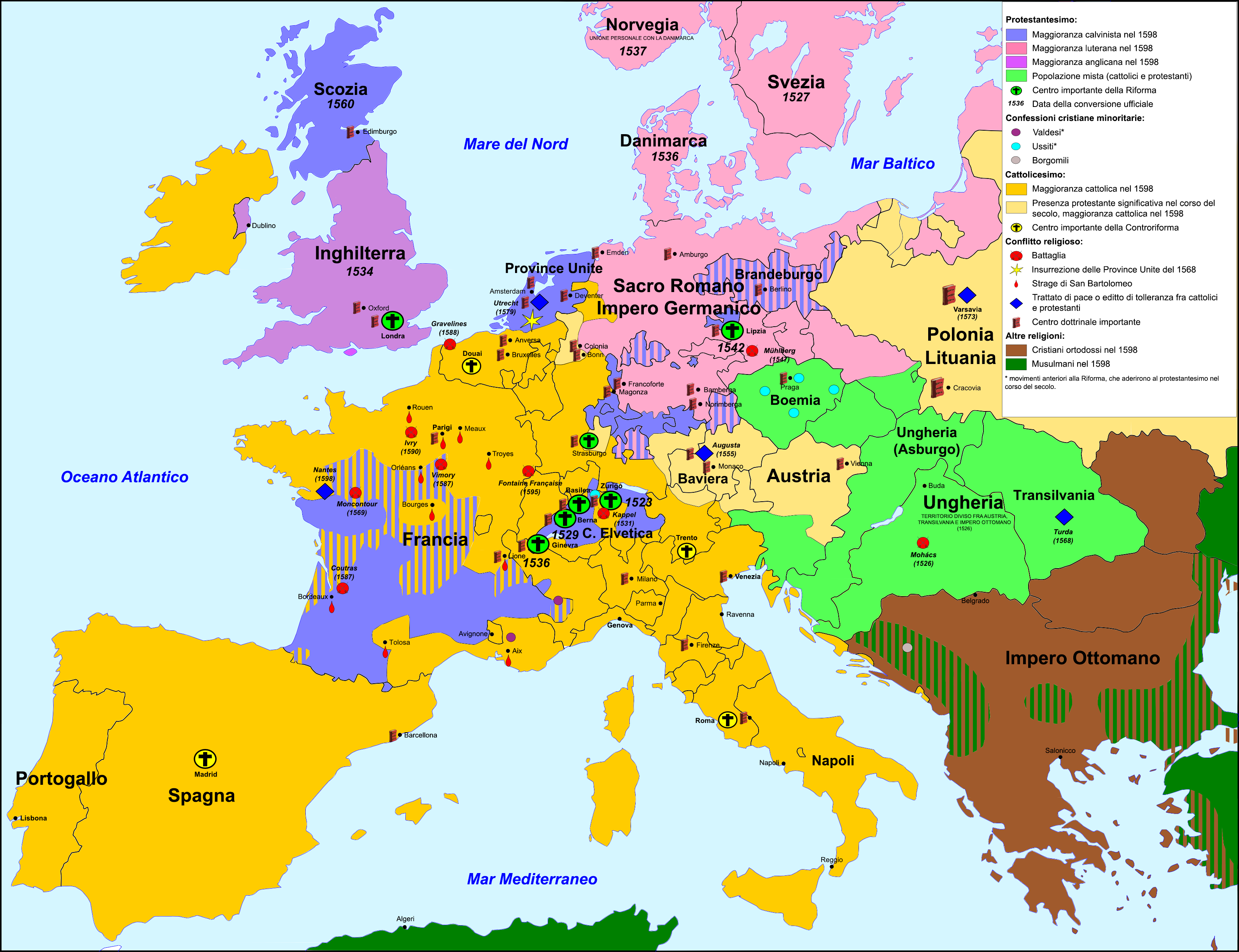
Equilibri religiosi in Europa alla fine del XVI secolo

La Riforma protestante ebbe effetti dirompenti sul cristianesimo occidentale. In primo luogo andò definitivamente a rompersi quell'unità religiosa che da secoli contraddistingueva l'Europa: se l'Italia, la Spagna e la Francia rimasero a maggioranza cattolica, riconoscendo il primato del papa, Svizzera, Inghilterra, Scandinavia e parte della Germania, dell'Austria, dell'Ungheria e della Boemia, avevano abbandonato Roma per seguire altre confessioni riformate. Numericamente, si stima che dei circa cinquanta milioni di abitanti che doveva contare l'Europa della prima metà del XVI secolo quasi venti milioni erano passati al protestantesimo.
Tale frammentazione comportò inevitabilmente lo scoppio di guerre di religione che insanguinarono l'Europa. Particolare la situazione della Francia che ondeggiò a lungo tra cattolicesimo e protestantesimo. per poi orientarsi definitivamente verso Roma alla fine del secolo sotto re Enrico IV, ma solo dopo pesanti conflitti, spentisi solo grazie all'Editto di Nantes. In Germania, la pace raggiunta ad Augusta durò soltanto fino agli inizi del XVII secolo, quando cessò in occasione della guerra dei trent'anni.
Il papato di Roma uscì profondamente indebolito dal punto di vista politico, sebbene la reazione alla Riforma contribuì a elevarlo sul piano morale dopo la decadenza che aveva attraversato in età rinascimentale. La decadenza del potere papale e la rottura dell'unità religiosa furono fattori che senza dubbio contribuirono al processo di affermazione degli Stati nazionali e del nazionalismo già da tempo avviato.

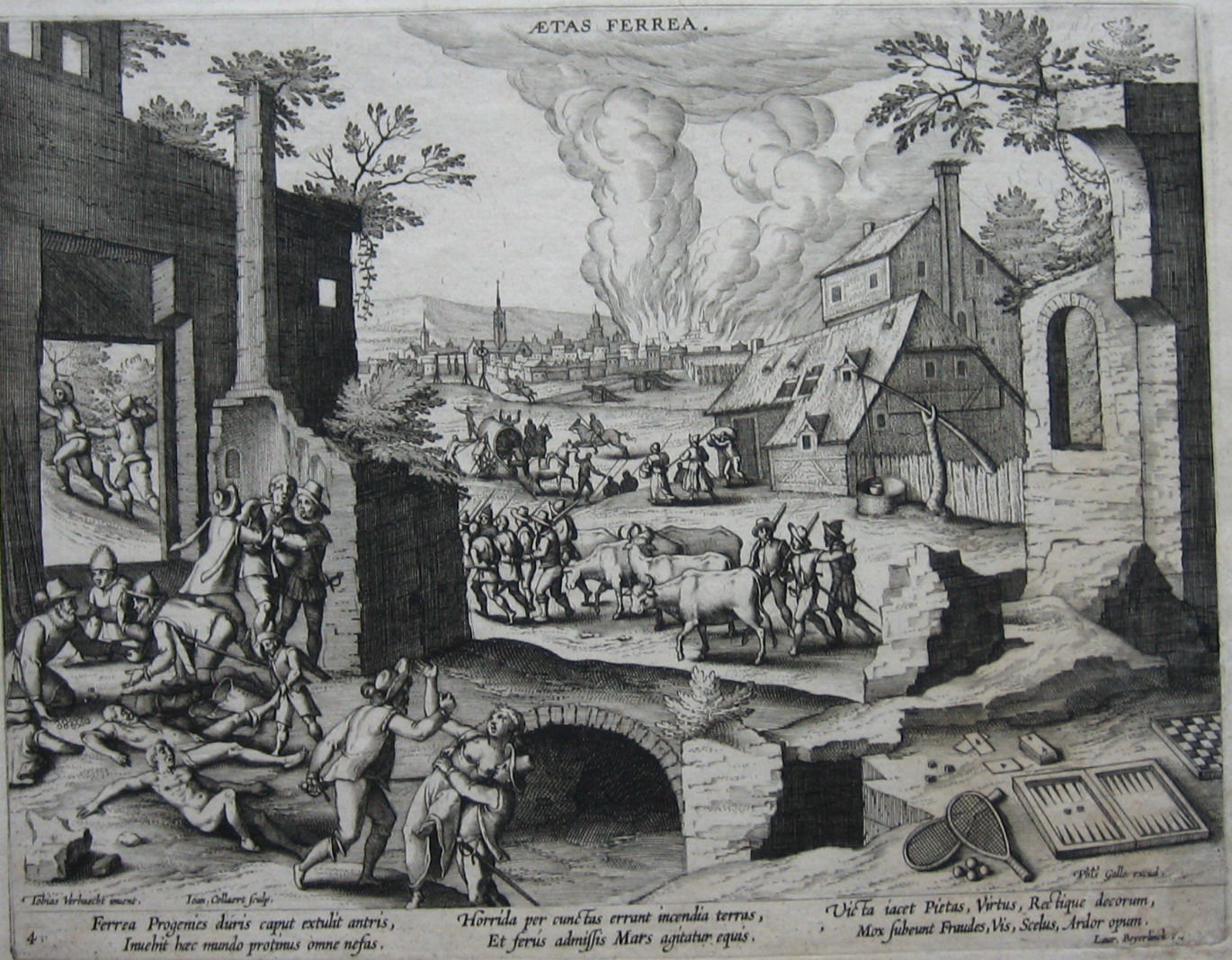
Il "secolo di ferro" delle guerre di religione in Europa, incisione del primo decennio del XVI secolo

Molti storici hanno evidenziato un influsso da parte della Riforma sulla storia economica del continente. In particolare, Max Weber ed Ernst Troeltsch hanno evidenziato come la predicazione di Giovanni Calvino riguardo alla missione che Dio avrebbe affidato a tutti i singoli uomini abbia influenzato molti fedeli a dedicare tutte le loro energie per raggiungere il successo, mentre il contestuale elogio a una vita sobria abbia limitato i consumi e quindi l'accumulo dei capitali, favorendo così l'affermarsi del capitalismo. Secondo tali teorie, non universalmente accettate, «mentre il cattolicesimo ha cercato di incanalare la vita economica dentro gli argini morali favorendo l'armonia tra le diverse classi e difendendo quelle dei meno abbienti, il protestantesimo ha incoraggiato il predominio dei ricchi». Con tali presupposti, spesso nei paesi protestanti vennero emesse leggi che proibivano la mendicità, il vagabondaggio e l'inoperosità ma nel contempo si crearono strutture assistenziali pubbliche e laiche che garantivano sussidi selettivi solamente a chi si trovasse in condizione di indigenza per vecchiaia o disabilità.
Seppur in tempi lunghi, la Riforma comportò cambiamenti in tutti gli aspetti della vita dell'epoca. Ad esempio, molti paesi protestanti rifiutarono l'introduzione del calendario gregoriano nonostante la sua correttezza scientifica poiché esso era stato proposto da papa Gregorio XIII nel 1582, preferendo rimanere con calendario giuliano (come ad esempio l'Inghilterra) o con altri ancora. Si creò così un «complicatissimo mosaico di datazioni» che divise ulteriormente l'Europa. Inoltre, soprattutto nei paesi calvinisti e anabattisti, il tempo iniziò a essere considerato come uno «spazio di concreta attuazione della fede e per questo da santificare con ogni azione» assumendo così un'importanza fino ad allora sconosciuta contribuendo, insieme al perfezionamento di strumenti di misura sempre più precisi, al valore moderno della puntualità.
La mancanza della censura ecclesiastica, la libertà di dissenso, l'assenza di pregiudizi verso la scienza, furono caratteristiche delle società protestanti che contribuirono a creare un clima favorevole per il contesto intellettuale. Nonostante ciò questo non fu sufficiente per evitare il proliferare del fenomeno della "caccia alle streghe", imperversata soprattutto in Germania fino agli inizi del XVII secolo e alimentata da suggestioni popolari, paure ed eventi avversi tragici a cui le conoscenze del tempo non sapevano dare una risposta.
Il diverso approccio alla religione fece sì che nei paesi protestanti il culto dei santi andasse a scomparire mentre spesso, sia pur non sempre, le Chiese vennero private di quadri e statue raffiguranti immagini devozionali. Ciò avvenne in misura molto minore nei paesi luterani, poiché lo stesso Lutero non aveva mai dato particolare attenzione al problema delle immagini sacre.

## Ruolo delle donne
Come conseguenza di una rivalutazione della famiglia, il ruolo della donna guadagnò una maggior importanza nella società protestante del tempo, tuttavia senza mai arrivare a un'emancipazione. Con l'abolizione del celibato ecclesiastico, molte donne divennero mogli di pastori dando vita a un nuovo modello femminile investito di una propria funzione nell'ambito religioso. Molti furono i casi di donne, spesso appartenenti alle classi più elevate e colte, che rivendicarono tale ruolo scrivendo testi e svolgendo attivamente opere di evangelizzazione. Furono i casi, ad esempio, di Katharina von Bora (moglie di Martin Lutero), di Agnes Zendes, di Elisabetta di Brandeburgo, di Anne Locke o Jadwiga Gnoiska. Protagoniste femminili della riforma si possono trovare anche nei ceti meno elevati come lo furono Margaret Hellwart, Marie Dentière, Anne Askew o Argula von Stauff.
Nonostante ciò, anche nelle società riformate la donna non poté uscire dalla sua tradizionale condizione di subalternità al marito e al modello che incentrava le sue virtù nella sottomissione e nell'operosità, precludendole, salvo in rare eccezioni, le possibilità di accedere a livelli di istruzione superiori.

## Impatto sull'arte

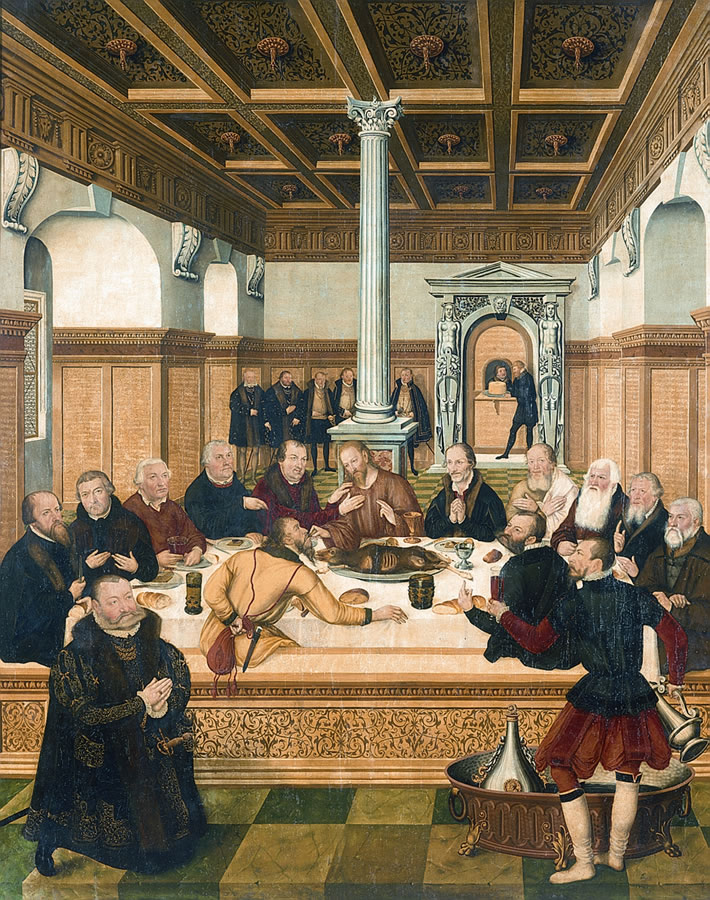
Un'Ultima cena di Lucas Cranach il Vecchio, gli apostoli sono rappresentati con le fattezze di molti protagonisti della Riforma, tra cui Martin Lutero, Filippo Melantone, Giorgio III di Anhalt-Dessau, Justus Jonas, Gaspare Crucigero, Johann Pfeffinger e Mattia Flacio Illirico

Seppur Lutero non dedicò particolare attenzione alla questione dell'arte, gli stravolgimenti della Riforma finirono per avere un grande impatto su di essa. Nonostante il teologo di Wittenberg avesse preso le distanze da qualsiasi posizione iconoclasta, a differenza di altri riformatori come Carlostadio e Zwingli, egli non mancò comunque di condannare la venerazione delle immagini sacre e il commercio di esse. Inoltre, il rifiuto di qualsiasi intermediario tra Dio e gli uomini, uno dei capisaldi della dottrina luterana, ebbe come conseguenza di far scomparire dalle opere degli aderenti alla Riforma la rappresentazione di alcuni soggetti tipici dell'iconografia cattolica, quali la Madonna e i Santi.
Nella sua opera Catechesi di Ginevra Giovanni Calvino assunse posizioni simili a quelle di Lutero, sebbene più radicali. Egli scrisse: «Quale forma di adorazione qui si condanna? Presentarsi dinnanzi a un'immagine per dire le proprie preghiere, piegarsi in ginocchio davanti ad esse o fare qualche altro gesto di reverenza, come se Dio ci si mostrasse lì. Non bisogna dunque intendere che ogni scultura o pittura sia proibita in generale, ma soltanto tutte le immagini che si fanno per servire Dio e onorarlo con cose invisibili, oppure per abusarne con idolatria in qualunque modo». Calvino arrivò a sentenziare che Dio non potesse assolutamente essere rappresentato per via della sua immensità, fomentando alcuni episodi di iconoclasti registrati in Francia, in Svizzera e ad Anversa.
Con tali premesse è facile capire perché molto spesso gli edifici religiosi delle confessioni riformate appaino spogli o con poche tele dal soggetto semplice. Ma non solo, l'ipotesi della non liceità nel raffigurare Dio, e la perdita di interesse in altri soggetti religiosi, spronò molti artisti a concentrarsi in alti generi pittorici come il paesaggio o la natura morta che, sebbene fossero già presenti da tempo, dal XVI secolo divennero «espressioni autonome in capo pittorico». Tale trasformazione si vede bene nella pittura fiamminga cinque-seicentesca dove, grazie anche al diffuso mercantilismo e all'amore per la natura, si assistette ad un proliferare di opere dal tema paesaggistico o di momenti della vita quotidiana. Anche il nudo artistico femminile divenne un soggetto ampiamente ricercato.

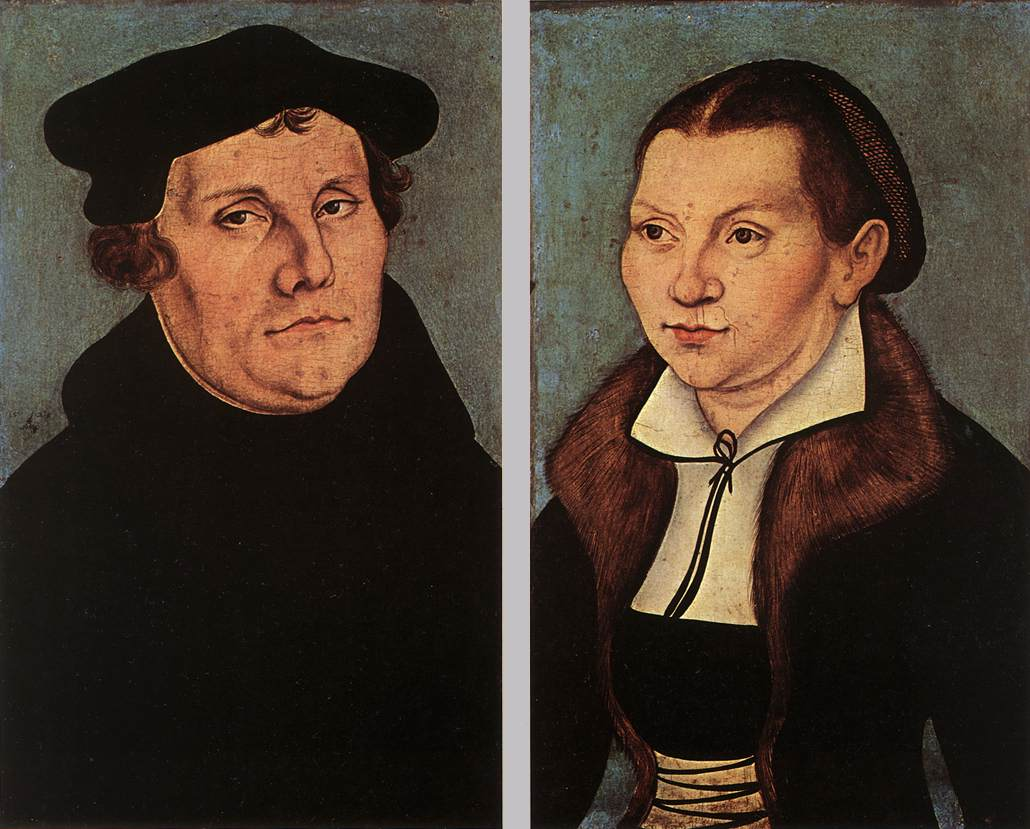
Ritratto di Lutero e della moglie Caterina Bore di Lucas Cranach il Vecchio

Tra i più emblematici pittori luterani si può menzionare Lucas Cranach il Vecchio, amico personale di Lutero che conobbe a Wittenberg. Influenzato dalla dottrina luterana, dopo il 1517 si dedicò in particolare a temi mitologici, ai ritratti e ai nudi femminili. Di tema sacro, celebri alcune sue Crocifissioni in cui rappresenta un Cristo spoglio e dolente. Di Cranach si ricordano anche i numerosissimi ritratti di Lutero e sua moglie.
Sicuramente la Riforma Luterana, almeno nelle sue accezioni meno radicali, ebbe grande impatto anche sul più celebre pittore del rinascimento tedesco, Albrecht Dürer. Tuttavia, la sua morte prematura avvenuta quando ancora il movimento compiva i suoi primi passi non gli permise di «impostare una organica struttura figurativa riformata» ai suoi lavori, sebbene le annotazioni tratte da suoi diari facciano capire quanto egli fosse attratto dalle nuove idee dottrinali che serpeggiavano nel suo paese natio. Diverso fu il caso del suo allievo Hans Baldung che visse appieno l'esplosione della Riforma abbandonando progressivamente i soggetti sacri (anche a causa del calo di commissioni da parte di istituzioni religiose) ad argomenti più secolari e in particolare ai nudi femminili e ad allegorie.

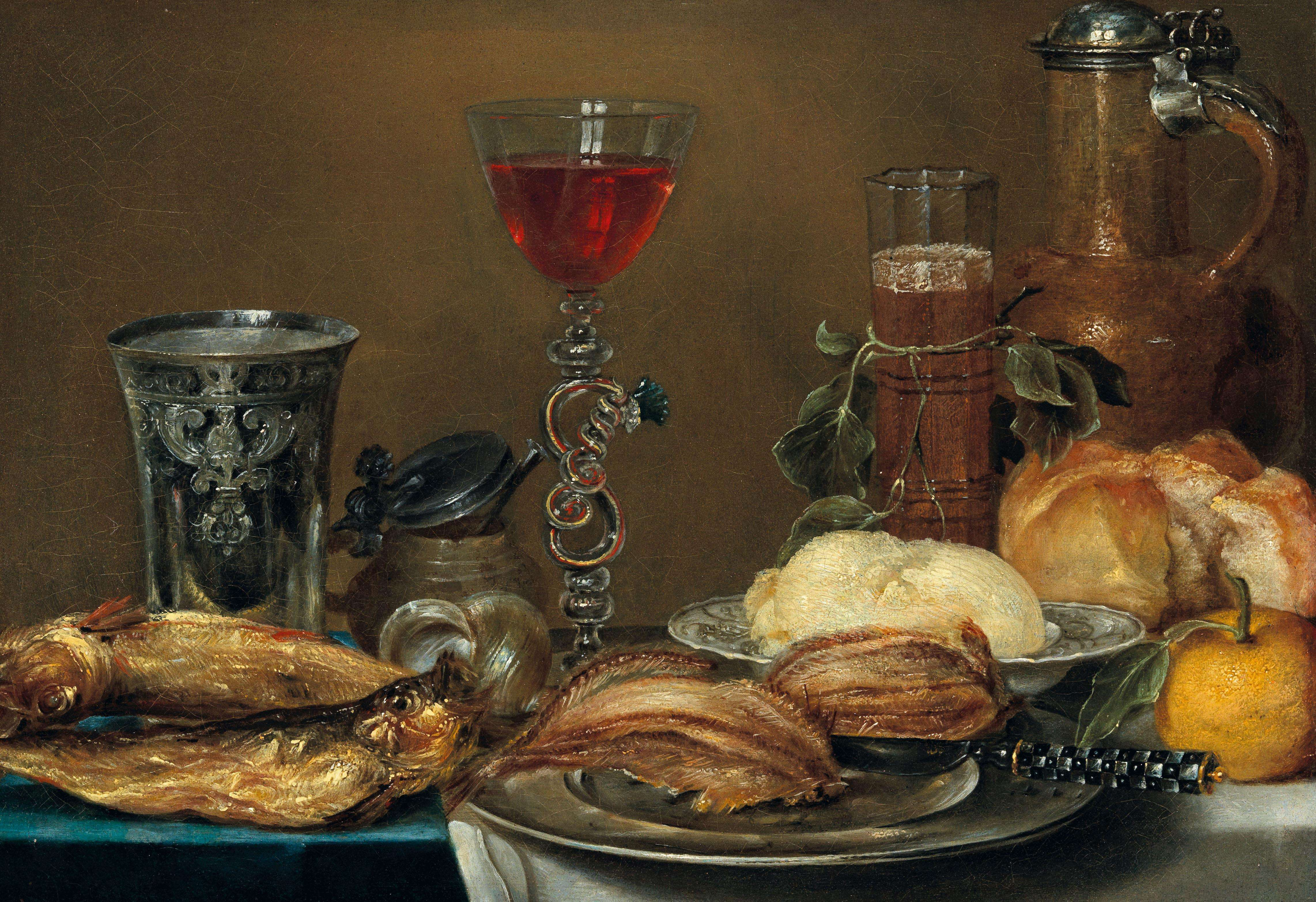
Una natura morta di Alexander Adriaenssen, un genere pittorico frequente nella pittura fiamminga e influenzato dalla dottrina riformista.

Hans Holbein il Giovane, attivo alla corte di Enrico VIII d'Inghilterra, fu un campione dell'arte della riforma protestante. Egli lavorò per Thomas Cromwell, il quale gli commissionò immagini spiccatamente riformiste, tra cui delle xilografie anticlericali e le decorazioni della prima pagina della Bibbia tradotta in inglese da Myles Coverdale. Celebre la sua opera Ambasciatori, ricca di simbolismo e che alcuni hanno interpretato come un auspicio per una ricomposizione dello scisma tra cattolicesimo e Chiesa anglicana.
Anche la pittura italiana risentì dell'influenza della Riforma. In particolare «suggestioni luterane trovarono echi spirituali e riflessioni individuali» nelle opere di Jacopo Carrucci, detto il Pontormo, e in Lorenzo Lotto che, venuto a conoscenza della dottrina luterana a Venezia, «porta della Riforma in Italia», sembra che vi si accostasse negli ultimi anni della vita. Certo è che Lotto fece un ritratto, ora perduto, del riformista tedesco insieme alla moglie arricchendo la tela di svariate simbologie.

### Esplicative
1. ↑  Il passo biblico che ispirò Lutero riguardo al peccato e al perdono fu: 
«Io infatti non mi vergogno del Vangelo, perché è potenza di Dio per la salvezza di chiunque crede, del Giudeo, prima, come del Greco. In esso infatti si rivela la giustizia di Dio, da fede a fede, come sta scritto: Il giusto per fede vivrà.»
(Rm 1,16-17)
2. ↑  Tradizionalmente si ritiene che la prima pubblicazione delle tesi sia avvenuta tramite affissione delle stesse al portale della chiesa del castello di Wittenberg il 31 ottobre 1517, sebbene la circostanza non sia certa. Vedi Schorn-Schütte, 1998, p. 31.
3. ↑  Queste le parole di Lutero a Worms: 
«Se non sarà convinto mediante le testimonianze della Scrittura e chiare ragioni - poiché non credo né al papa né ai concili da soli - poiché è evidente che hanno errato e si contraddicono - io sono vinto dalla mia coscienza e prigioniero della Parola di Dio a motivo dei passi della Sacra Scrittura che ho addotti. Perciò non posso né voglio ritrattarmi, poiché non è sicuro né salutare fare alcunché contro la coscienza. Non posso fare altrimenti. Io sto fermo qui. Amen.»
(Felici, 2016, p. 65)
4. ↑  Gli anabattisti ritenevano che il battesimo dovesse essere amministrato solamente a coloro che ne fossero consapevoli, dunque in età adulta, sulla base del passo evangelico Mc 16-16: «Chi crederà e sarà battezzato sarà salvo, ma chi non crederà sarà condannato». In Felici, 2016, p. 119.
5. ↑  La sottomissione della donna al marito era, anzi, peggiorata a partire dal 1495 con l'introduzione del diritto romano in Germania, avvenuto tramite l'istituzione del Tribunale della Camera imperiale da parte dell'imperatore Massimiliano I d'Asburgo. In Felici, 2016, p. 243.

### Bibliografiche
1. ↑  Felici, 2016, p. 9.
2. ↑  Martina, 1993, pp. 91-93.
3. ↑  Felici, 2016, pp. 16-18.
4. 1 2  Koenigsberger, Mosse e Bowler, 1999, pp. 156-157, 145-146.
5. ↑  Felici, 2016, pp. 21-27.
6. ↑  Koenigsberger, Mosse e Bowler, 1999, pp. 146-148.
7. ↑  Péronnet, 1981, pp. 129-131.
8. ↑  Smolinsky, 1995, pp. 7-9.
9. ↑  Filoramo e Menozzi, 2008, pp. 6-9.
10. 1 2  Martina, 1993, pp. 56-58.
11. ↑  Felici, 2016, p. 32.
12. ↑  Felici, 2016, pp. 32-33.
13. ↑   John Wycliffe, in Enciclopedia Italiana, Roma, Istituto dell'Enciclopedia Italiana.
14. ↑  Péronnet 1981, p. 270.
15. ↑   Jan Hus, in Treccani.it – Enciclopedie on line, Roma, Istituto dell'Enciclopedia Italiana.
16. ↑  Martina, 1993, pp. 79-81.
17. ↑  Lutz, 2002, p. 21.
18. ↑   Carlo V imperatore, in Treccani.it – Enciclopedie on line, Roma, Istituto dell'Enciclopedia Italiana.
19. ↑   Le guerre d'Italia e il sistema degli Stati Europei, in Storia della civiltà europea a cura di Umberto Eco, Roma, Istituto dell'Enciclopedia Italiana, 2014.
20. ↑  Vajda, 1986, pp. 179-180, 185-186.
21. ↑  Clot, 1986, pp. 68-73.
22. ↑   Dieta, in Enciclopedia Italiana, Roma, Istituto dell'Enciclopedia Italiana.
23. ↑  Lutz, 2002, p. 17.
24. ↑  Felici, 2016, pp. 46-48.
25. ↑  Martina, 1993, p. 107.
26. ↑  Felici, 2016, pp. 34-37.
27. ↑  Smolinsky, 1995, pp. 13-16.
28. ↑  Felici, 2016, p. 37.
29. ↑  Lutz, 2002, p. 4.
30. ↑  Lutz, 2002, p. 6.
31. ↑   Riforma radicale, in Dizionario di storia, Roma, Istituto dell'Enciclopedia Italiana, 2010.
32. ↑  Martina, 1993, p. 118.
33. ↑  Felici, 2016, p. 45.
34. ↑  Schorn-Schütte, 1998, pp. 26-27.
35. ↑  Martina, 1993, pp. 129-131.
36. ↑  Felici, 2016, p. 51.
37. ↑  Schorn-Schütte, 1998, pp. 28-29.
38. ↑  Martina, 1993, pp. 134-136.
39. ↑  Schorn-Schütte, 1998, pp. 28-30.
40. ↑  Felici, 2016, p. 56.
41. 1 2  Brecht, 1991, p. 515.
42. ↑  Schorn-Schütte, 1998, pp. 30-31.
43. ↑  Leppin, 2017, p. 128.
44. ↑  Felici, 2016, pp. 56-57.
45. ↑  Leppin, 2017, p. 135.
46. ↑  Mullett, 2015, p. 110.
47. 1 2  Mullett, 2015, pp. 115-116.
48. ↑  Bainton, 1950, pp. 95-96.
49. ↑  Bainton, 1950, p. 95.
50. ↑  Leppin, 2017, pp. 137-140.
51. ↑  Mullett, 2015, p. 118.
52. ↑  Leppin, 2017, p. 143.
53. ↑  Schorn-Schütte, 1998, pp. 31-32.
54. ↑   Martino Lutero, in Treccani.it – Enciclopedie on line, Roma, Istituto dell'Enciclopedia Italiana.
55. ↑  Felici, 2016, p. 57.
56. ↑  Leppin, 2017, p. 154.
57. 1 2  Schorn-Schütte, 1998, p. 34.
58. 1 2  Schwarz, 2003, p. 562.
59. ↑  Leppin, 2017, p. 158.
60. ↑  Felici, 2016, pp. 57-58.
61. ↑  Leppin, 2017, p. 159.
62. ↑  Felici, 2016, pp. 58-59.
63. ↑  Leppin, 2017, p. 162.
64. ↑  Felici, 2016, pp. 59-60.
65. ↑  Leppin, 2017, p. 165.
66. ↑  Felici, 2016, p. 60.
67. ↑  Brecht, 1991, p. 169.
68. ↑  Leppin, 2017, p. 171.
69. ↑  Schorn-Schütte, 1998, p. 35.
70. ↑  Schorn-Schütte, 1998, p. 36.
71. ↑  Leppin, 2017, p. 173.
72. ↑  Leppin, 2017, p. 175.
73. ↑  Leppin, 2017, p. 177.
74. ↑  Schwarz, 2003, p. 563.
75. ↑  Schorn-Schütte, 1998, pp. 37-38.
76. ↑  Schwarz, 2003, p. 564.
77. ↑  Felici, 2016, pp. 61-63.
78. ↑  Brecht, 1991, p. 32.
79. 1 2  Felici, 2016, p. 66.
80. ↑  Felici, 2016, p. 67.
81. ↑  Felici, 2016, pp. 67-68.
82. ↑   La rivolta dei contadini in Germania. I dodici articoli di Memmingen (PDF), su Storiadigitale Zanichelli. URL consultato il 30 marzo 2023 (archiviato dall'url originale il 2 maggio 2023).
83. ↑  Felici, 2016, pp. 68-69.
84. ↑  Felici, 2016, p. 69.
85. ↑  Felici, 2016, p. 70.
86. ↑  Felici, 2016, p. 71.
87. ↑  Felici, 2016, pp. 71-72.
88. ↑  Martina, 1993, pp. 138-139.
89. 1 2 3  Felici, 2016, p. 73.
90. ↑   Heinz-Horst Schrey, Protestantesimo, in Enciclopedia del Novecento, Roma, Istituto dell'Enciclopedia Italiana, 1975-2004..
91. ↑  Frank, 2017, p. 98.
92. ↑  Frank, 2017, pp. 25-42.
93. ↑  Schorn-Schütte, 1998, p. 82.
94. ↑  Felici, 2016, pp. 73-74.
95. ↑  Frank, 2017, p. 53.
96. ↑  Scheible, 1992, p. 378.
97. ↑  Felici, 2016, p. 74.
98. ↑   ADIAFORA in "Enciclopedia Italiana", su www.treccani.it. URL consultato l'8 maggio 2023.
99. ↑  Scheible, 1992, p. 382.
100. ↑  Felici, 2016, pp. 74-75.
101. ↑  Filoramo e Menozzi, 2008, pp. 31-32.
102. ↑  Filoramo e Menozzi, 2008, pp. 33-36.
103. ↑  Smolinsky, 1995, pp. 60-63.
104. ↑  Smolinsky, 1995, p. 63.
105. ↑  Filoramo e Menozzi, 2008, pp. 41-43.
106. ↑  Koenigsberger, Mosse e Bowler, 1999, pp. 213-216.
107. ↑  Felici, 2016, pp. 92-93.
108. ↑  Filoramo e Menozzi, 2008, pp. 49-52.
109. ↑  Martina, 1993, pp. 149, 154.
110. ↑  Smolinsky, 1995, pp. 68-69.
111. ↑  Felici, 2016, pp. 93-94.
112. ↑  Felici, 2016, pp. 94-95.
113. ↑  Martina, 1993, pp. 152-153.
114. ↑  Smolinsky, 1995, pp. 70-71.
115. ↑  Cavallero, 2018, p. 17.
116. ↑  Felici, 2016, pp. 95-96.
117. ↑  Felici, 2016, pp. 99-100.
118. ↑  Felici, 2016, p. 101.
119. ↑  Felici, 2016, pp. 106-107.
120. ↑  Filoramo e Menozzi, 2008, pp. 55-56.
121. ↑  Felici, 2016, pp. 109-110.
122. 1 2  Martina, 1993, p. 140.
123. ↑  Felici, 2016, pp. 117-118.
124. ↑  Filoramo e Menozzi, 2008, pp. 40-41.
125. ↑  Filoramo e Menozzi, 2008, pp. 19-20, 41-42.
126. ↑  Koenigsberger, Mosse e Bowler, 1999, pp. 191-195.
127. ↑  Felici, 2016, pp. 121-122.
128. ↑  Martina, 1993, pp. 140-141.
129. ↑  Filoramo e Menozzi, 2008, pp. 47-49.
130. ↑  Koenigsberger, Mosse e Bowler, 1999, pp. 197-198.
131. ↑  Filoramo e Menozzi, 2008, pp. 44-45.
132. ↑  Felici, 2016, pp. 126-127.
133. ↑  Felici, 2016, pp. 140-143.
134. ↑  Martina, 1993, pp. 157-158.
135. ↑  Smolinsky, 1995, p. 77.
136. ↑  Martina, 1993, pp. 158-159.
137. ↑  Smolinsky, 1995, p. 78.
138. ↑  Martina, 1993, p. 160.
139. ↑  Martina, 1993, pp. 160-161.
140. ↑  Martina, 1993, p. 165.
141. ↑  Smolinsky, 1995, p. 79.
142. ↑  Smolinsky, 1995, p. 80.
143. ↑  (EN) BBC, The Reformation, su bbc.co.uk. URL consultato il 7 luglio 2023.
144. 1 2   John Knox, in Treccani.it – Enciclopedie on line, Roma, Istituto dell'Enciclopedia Italiana.
145. ↑  Cameron, 1990, p. 282.
146. 1 2  Felici, 2016, p. 229.
147. ↑  Felici, 2016, pp. 230-231.
148. ↑  Felici, 2016, p. 230.
149. ↑  Felici, 2016, p. 231.
150. ↑  Felici, 2016, pp. 233-234.
151. ↑  (DE) Ein Datum für alle: Späte Reformation in Skandinavien, in Mitteldeutsche Zeitung. URL consultato il 22 novembre 2022.
152. ↑  (DE) Simo Heininen e Otfried Czaika, Wittenberger Einflüsse auf die Reformation in Skandinavien, su ieg-ego.eu. URL consultato il 22 novembre 2022.
153. ↑  (DE) Musée Virtuel du Protestantisme, Der Protestantismus in Skandinavien und im Baltikum, su museeprotestant.org. URL consultato il 22 novembre 2022.
154. ↑  Felici, 2016, pp. 207-209.
155. ↑  Felici, 2016, p. 155.
156. ↑  Felici, 2016, pp. 152, 161-163.
157. ↑  Felici, 2016, p. 167.
158. ↑  Felici, 2016, pp. 151-153.
159. ↑   Giovanni Diodati, in Treccani.it – Enciclopedie on line, Roma, Istituto dell'Enciclopedia Italiana.
160. ↑  Felici, 2016, p. 149.
161. ↑  Felici, 2016, p. 150.
162. ↑  Felici, 2016, p. 154.
163. ↑   Lelio Sozzini, in Dizionario biografico degli italiani, Roma, Istituto dell'Enciclopedia Italiana.
164. ↑   Renata di Francia, in Dizionario di storia, Roma, Istituto dell'Enciclopedia Italiana, 2010.
165. ↑  Felici, 2016, p. 214.
166. ↑  Goubert, 1991, p. 92.
167. ↑  Knecht, 1984, pp. 405-406.
168. ↑  Felici, 2016, p. 215.
169. ↑  Felici, 2016, pp. 215-216.
170. ↑  Felici, 2016, pp. 222-223.
171. ↑  Felici, 2016, p. 217.
172. ↑  Felici, 2016, pp. 217-218.
173. ↑  Felici, 2016, pp. 219-221.
174. ↑  Felici, 2016, p. 224.
175. ↑  (DE) Christian Modehn, Reformation in Spanien - Casiodoro de Reina - Einfach nur Protestant sein, su religionsphilosophischer-salon.de, Religionsphilosophischer Salon. URL consultato il 4 gennaio 2017.
176. ↑  Felici, 2016, pp. 203-204.
177. 1 2  Felici, 2016, p. 205.
178. ↑  Felici, 2016, p. 206.
179. ↑  Felici, 2016, pp. 206-207.
180. ↑  Felici, 2016, p. 208.
181. 1 2   Alberto I di Prussia, in Treccani.it – Enciclopedie on line, Roma, Istituto dell'Enciclopedia Italiana.
182. ↑  Frost, 2018, p. 394.
183. ↑  Fonsén, 2019, p. 84.
184. 1 2  Carpini, 2007, p. 74.
185. ↑  Carpini, 2007, pp. 74-76.
186. ↑   Gottardo Kettler, in Treccani.it – Enciclopedie on line, Roma, Istituto dell'Enciclopedia Italiana.
187. 1 2  Martina, 1993, pp. 170-171.
188. ↑  Martina, 1993, pp. 171-173, 176.
189. ↑  Martina, 1993, pp. 179-180.
190. ↑  Felici, 2016, p. 141.
191. ↑  Felici, 2016, p. 143.
192. ↑  Felici, 2016, pp. 139-140.
193. ↑  Felici, 2016, p. 140.
194. ↑  Felici, 2016, pp. 142-145.
195. ↑  Felici, 2016, p. 146.
196. ↑  Felici, 2016, p. 242.
197. ↑  Felici, 2016, p. 243.
198. ↑  Cavallero, 2018, pp. 13-14.
199. ↑  Cavallero, 2018, pp. 20-21.
200. ↑  Cavallero, 2018, pp. 15, 20-21.
201. ↑  Cavallero, 2018, p. 24.
202. ↑  Cavallero, 2018, p. 31.
203. ↑  Cavallero, 2018, pp. 34, 37.
204. ↑  Cavallero, 2018, p. 35.
205. ↑  Cavallero, 2018, pp. 46-47.
206. ↑  Cavallero, 2018, pp. 61-62.
207. ↑  Cavallero, 2018, pp. 63-64.
208. ↑  Strong, 1980, p. 5.
209. ↑  Cavallero, 2018, pp. 79-80, 83.